# Base sous-marine de Lorient
Vous lisez un « article de qualité » labellisé en 2011.
La base de sous-marins de Keroman est un complexe de bunkers de la Seconde Guerre mondiale, situé à Lorient (Bretagne, France). Elle occupe l'extrémité de la presqu'île de Keroman, dans la rade de Lorient et donne sur le golfe de Gascogne. Elle prend le nom de base de sous-marins ingénieur général Stosskopf en 1946.
Construite entre 1941 et 1944 par l'Allemagne nazie pendant l'Occupation, elle est alors destinée à abriter les 2e et 10e flottilles d'U-Boote de la Kriegsmarine, tout en s'inscrivant dans le dispositif du mur de l'Atlantique. Sa présence et sa grande résistance sont les causes de la destruction de la ville de Lorient par les bombardements des aviations britannique et américaine en janvier et février 1943, ainsi que de la reddition tardive de la poche de Lorient le 10 mai 1945.
La base est récupérée par la Marine nationale après le conflit et sera utilisée jusqu'en 1997 pour le compte des forces sous-marines françaises. Géré par la Marine dans le cadre du développement du programme de SNLE français, et pour la création de constructions navales à base de matériaux composites, le site est consacré depuis lors à des activités civiles dont le pôle d'activité est centré sur le domaine maritime.
Depuis la fin des années 1990, le site est reconverti en un pôle nautique spécialisé dans la plaisance et la course au large. Il accueille par ailleurs un centre d'affaires tourné vers le monde maritime, un musée aménagé dans le sous-marin Flore, ainsi que la Cité de la voile Éric Tabarly.
Le complexe est composé de trois bunkers, Keroman I, II et III, de deux Dom-Bunkers (bunkers cathédrales) situés dans l'espace du port de pêche de Keroman, ainsi que d'un bunker situé à Lanester, sur les rives du Scorff. Le tout a nécessité le travail de 15 000 personnes et le coulage de près d'un million de mètres cubes de béton. Les trois bunkers de Keroman comptent entre cinq et sept alvéoles destinés à accueillir des U-Boote, couverts par des toits de 3,5 m d'épaisseur pour le K1 et le K2, et 7,5 m pour le K3.

## Histoire

### La situation de Lorient avant la Seconde Guerre mondiale

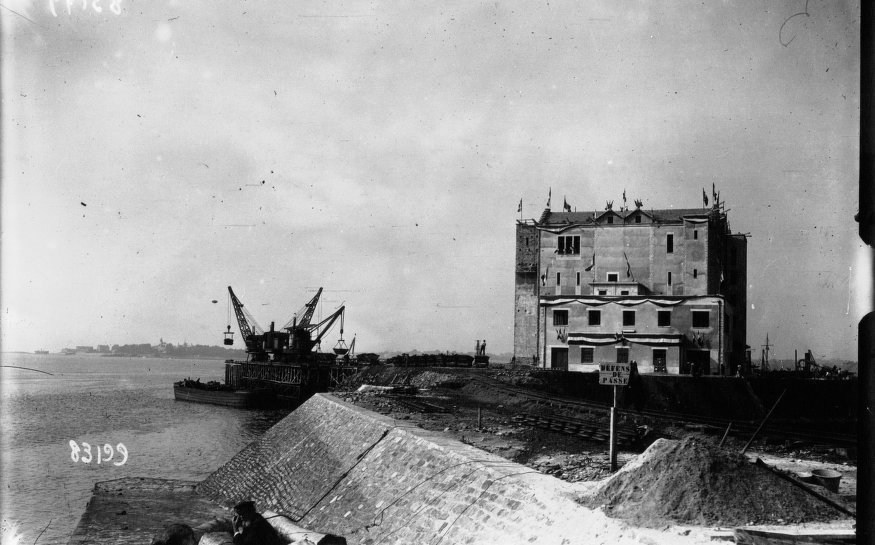
Keroman en construction en 1920, avec le bâtiment de la glacière visible.

La ville de Lorient se développe avec l'implantation de la Compagnie française des Indes orientales en 1666, et ses ports connaissent plusieurs modernisations successives. L'arsenal est équipé d'une cale couverte et d'une forme de radoub en 1825, cette dernière étant agrandie et accompagnée d'une seconde forme de radoub en 1862. À la même époque sort des chantiers la première frégate intégralement cuirassée, La Couronne. Dans les années 1920, l'ingénieur Henri Verrière développe l'actuel port de pêche de Keroman et le dote d'un équipement moderne. La cale est ainsi inauguré en 1927. Henri Verrière prévoit de prolonger ce port vers la presqu'île de Keroman en y construisant de nouveaux quais, ainsi que des usines de transformation du poisson.
La ville recouvre son statut de préfecture maritime par un décret du 20 mai 1939, et dispose avant le début de la guerre d'une garnison de près de 5 600 marins et d'un arsenal militaire employant quelque 5 000 ouvriers, pour une population de l'agglomération de 60 000 habitants. La ville de Lorient sert de base de repli face à l'avancée allemande en juin 1940. L'or des banques nationales belges et polonaises est évacué par son port les 17 et 18 juin 1940. Le même jour, l'amiral François Darlan, alors replié à Bordeaux, ordonne aux forces locales de résister à l'avancée allemande. Le vice-amiral Penfentenyo, qui est responsable de la ville, applique la politique de la terre brûlée : les cuves de mazout des ports de la ville sont incendiées, les munitions sont noyées dans la rade et les portes des bassins de radoub de l'arsenal sont dynamitées. Le 21 juin, les troupes allemandes, qui se sont regroupées à Quimperlé, attaquent Guidel. La ville de Lorient tombe le même jour.

### Utilisation par l'Allemagne nazie

#### Le choix de Keroman

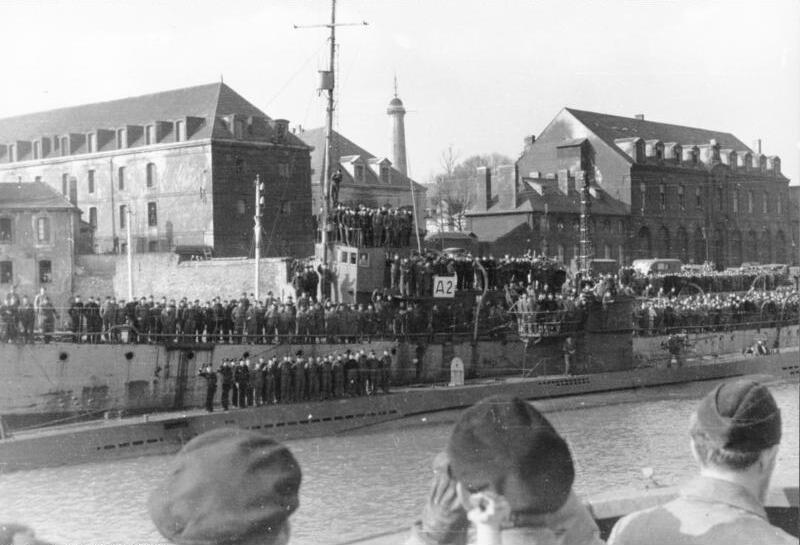
Le U-123 à quai devant les anciens locaux de la Compagnie française des Indes orientales.

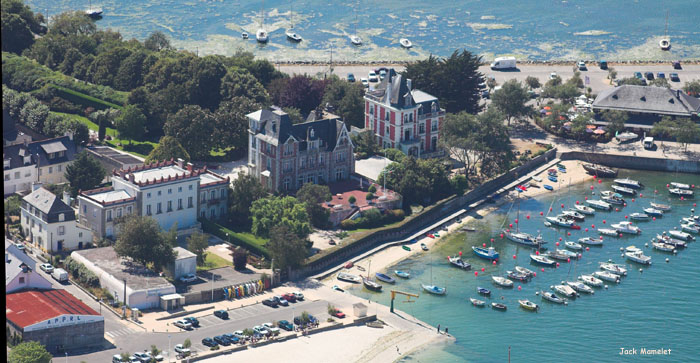
Les trois villas balnéaires de Kernevel : de gauche à droite la villa Kerozen, la villa Kerlilon et la villa Margaret.

Au début du mois de juin 1940, le konteradmiral Karl Dönitz, alors commandant supérieur des sous-marins de la Kriegsmarine, envoie des officiers de son état-major inspecter les ports de la côte française pouvant servir de bases pour ses sous-marins. L'armistice est signé le 22 juin et il se rend à Lorient le 23 juin 1940. Il décide d'établir son quartier général ainsi que la 2e flottille de U-Boote dans la ville de Lorient le 28 juin 1940 : cette dernière est dotée d'installations modernes, est reliée par voie ferrée et est moins exposée aux frappes britanniques que Brest. Dönitz fait réquisitionner pour ses officiers trois maisons bourgeoises dans le quartier de Kernével à Larmor-Plage, face à la presqu'île de Keroman, et s'installe le 16 octobre 1940 dans la villa Kerlilon. Le commandant en chef de la Kriegsmarine, l'amiral Erich Raeder, visite la ville le 8 août 1940.
4 000 ouvriers allemands quittent la base de Wilhelmshaven dès la fin juin pour rejoindre Lorient et effectuent des réparations sur place à partir du 2 août. La rade est inspectée pour contrer le risque de mines magnétiques et le port est déclaré ouvert le 6 juillet. Un premier U-Boot, le U-30, se présente au ravitaillement le lendemain. Des travaux de remise en état des infrastructures portuaires sont entrepris et certaines, comme la cale du port de pêche, sont renforcées pour permettre leur utilisation par des sous-marins. En septembre, 17 sous-marins viennent ravitailler dans la ville, puis 40 le mois suivant. À partir de novembre 1940, le bassin no 2, réparé, est utilisé pour le carénage de ceux-ci.
Une première attaque de 12 bombardiers britanniques atteint Lorient les 22 et 23 août 1940. Les bombardements touchent régulièrement la région jusqu'en juillet 1941. Plusieurs mesures de défense passive sont alors prises par l'occupant et Dönitz rencontre Hitler le 28 octobre 1940 dans les environs de Paris pour lui demander la construction de trois bases à Lorient, Brest et Saint-Nazaire. Le 7 novembre 1940, Hitler ordonne la construction de bunkers de protection pour sous-marins sur la côte Atlantique et une première réunion sur ce sujet a lieu à Lorient en présence de Fritz Todt les 15 et 16 du même mois. Finalement, Hitler approuve le plan de construction le 23 décembre 1940.

#### Construction de la base
|  |

Le site de la presqu'île de Keroman est choisi pour accueillir la future base. La construction est confiée à l'ingénieur en chef Triebel qui a déjà travaillé sur la base de Heligoland. Triebel prévoit dans un premier temps de creuser la presqu'île pour créer un canal qui relierait les alvéoles des bunkers, ceux-ci fonctionnant comme des bassins à flot. Mais les sondages du sous-sol sont volontairement faussés par des Lorientais de manière à faire croire que ce projet nécessiterait des travaux de percement important. Un second projet est alors conçu, structuré autour d'une cale, les sous-marins étant mis au sec dans les alvéoles. Il est retenu par Hitler et les travaux débutent en janvier 1941.
Les premiers travaux sont lancés à Lorient en janvier 1941, et dès mai 1941, deux Dom-Bunkers sont inaugurés autour de la cale du port de pêche. La construction de la base de Keroman I est commencée en février 1941 et celle de Keroman II trois mois plus tard, en mai. Keroman I est inauguré le 1er septembre 1941, et Keroman II en décembre de la même année. À Lanester, un bunker pouvant accueillir deux U-boote est construit à partir de novembre 1940 et inauguré le 1er octobre 1941.

##### Moyens matériels et humains
La construction de la base nécessite le travail de près de 15 000 personnes ; jusqu'à 10 000 de plus travaillent dans la région pour l'édification d'autres structures du mur de l'Atlantique. L'historien Sönke Neitzel recense ainsi en avril 1942 : 5 780 Français employés comme ouvriers sur le chantier, 3 178 Allemands, 1 467 Néerlandais, 1 296 Belges, 501 Espagnols, 89 Italiens, ainsi que 90 étrangers venant d'autres pays. À ceux-ci s'ajoutent les ouvriers employés par les entreprises sous-traitantes.
Dans un premier temps, les ouvriers sont attirés par des salaires élevés, supérieurs de plus de 50 % à ceux proposés aux manœuvres agricoles dans le Morbihan. Néanmoins, leur nombre restant insuffisant, les Allemands doivent demander à l'administration française de procéder à des réquisitions dès février 1941. Celles-ci restent sans effet, le nombre de prisonniers de guerre étant assez élevé (environ 20 % des agriculteurs de la région) et le recrutement devant s'effectuer loin de la région. La loi instaurant le service du travail obligatoire le 16 février 1943 fournit à l'Organisation Todt de Lorient jusqu'à 22 285 travailleurs, dont les deux tiers travaillent sur le site de Kéroman.
Des hébergements sont mis en place dès décembre 1940, et prennent la forme de baraquements en bois disséminés dans un rayon de 15 km autour du site de construction. Les camps de prisonniers du Morbihan sont vidés et reconvertis à partir du mois de mars 1941. L'Organisation Todt prend aussi en charge les loisirs de ceux-ci en ouvrant un cinéma-salle de spectacle ou en gérant des maisons closes.
Près d'un million de mètres cubes de béton sont utilisés pour construire la forteresse, ce qui représente près du quart du béton travaillé en France pour l'effort militaire allemand. 60 000 wagons de matériel sont acheminés sur le site, ainsi que 40 000 m3 de bois de coffrage. Plusieurs lignes de chemin de fer doivent être construites pour acheminer le sable nécessaire au coulage du béton : jusqu'à l'embouchure de la Laïta à l'ouest, et jusqu'à la rivière d'Étel à l'est. Une gare supplémentaire est ouverte à une dizaine de kilomètres du site, près d'Auray, pour stocker le matériel. Le gravier provient, lui, de la Penthièvre, extrait dans la presqu'île de Quiberon.

##### Bombardement du chantier et Résistance

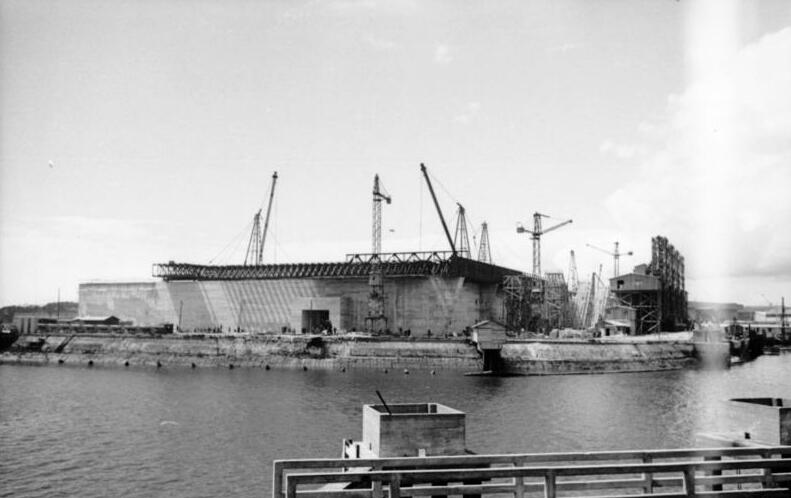
La base en construction en 1942.

Le chantier est touché par plusieurs bombardements alliés. Ceux-ci sont cependant d'ampleur limitée, les Alliés visant en priorité Brest, où mouillent le croiseur lourd Admiral Hipper, à partir de fin décembre 1940, et les cuirassés de poche Scharnhorst et Gneisenau, à partir de fin mars 1941. En janvier 1941, Lorient est la cible de trois raids de cinq bombardiers chacun. Quatre raids suivent entre les 15 mars et 22 mars 1941, totalisant plus de 110 bombardiers. En mai, deux raids d'un total de 10 appareils touchent la ville, suivis en juillet d'une attaque totalisant 47 appareils et d'une autre dans la nuit du 23 au 24 novembre totalisant 53 appareils. À cette date, le bunker du Scorff ainsi que ceux de Keroman I et II sont entrés en service. À ces raids s'ajoutent ceux d'appareils détournés de leurs cibles initiales : 20 bombardiers attaquent la ville en avril 1941, détournés de Brest, et quatre autres en septembre 1941 détournés du Havre. Les dégâts sont avant tout humains : 80 ouvriers meurent lors d'un bombardement britannique dans la nuit du 16 au 17 mai 1941, 48 autres lors du bombardement américain du 21 octobre 1942 et 10 de plus lors du bombardement du 18 novembre 1942.
La Résistance se développe aussi sur le chantier et autour de celui-ci. Des relevés géologiques sont truqués pour ralentir les travaux dès décembre 1940. Les plans de la base sont communiqués à Londres dès décembre 1941 par un ingénieur de l'arsenal, Alphonse Tanguy. Le directeur adjoint de l'arsenal, Jacques Stosskopf, communique aux Alliés les mouvements des U-boote. Dans l'enceinte de l'arsenal, 18 actions sont officiellement recensées de décembre 1940 à janvier 1944. Dans la ville et ses environs, les sabotages se multiplient à partir de juillet 1943, de même que des actes de résistance passive comme des manifestations. Le bordel de l'Organisation Todt est attaqué à l'explosif le 8 décembre 1942.

#### Extension de la base
La taille insuffisante des deux premiers bunkers de Keroman ne permet pas d'accueillir certains U-Boote comme les type IX D et type X B, trop longs pour ces installations, ni les type XXI trop hauts pour celles-ci. La décision est donc prise de construire un troisième bunker, Keroman III, lors de la visite de Fritz Todt à Lorient le 10 mars 1941. Les travaux commencent en octobre 1941 et le bâtiment est opérationnel en février 1943. La base est agrandie au cours de l'année 1943 par l'ajout d'un espace d'entrepôt à sa partie gauche et dans sa partie arrière, par l'ajout d'un espace de 14 m de large sur 163 m de long. Trois bunkers de défense rapprochée s'ajoutent à la même date au rez-de-chaussée, ainsi que trois abris de flak sur son toit. Deux navires, le croiseur Strasbourg et le Crapaud, sont coulés en 1944 face à ses entrées pour gêner le passage des torpilles aériennes.

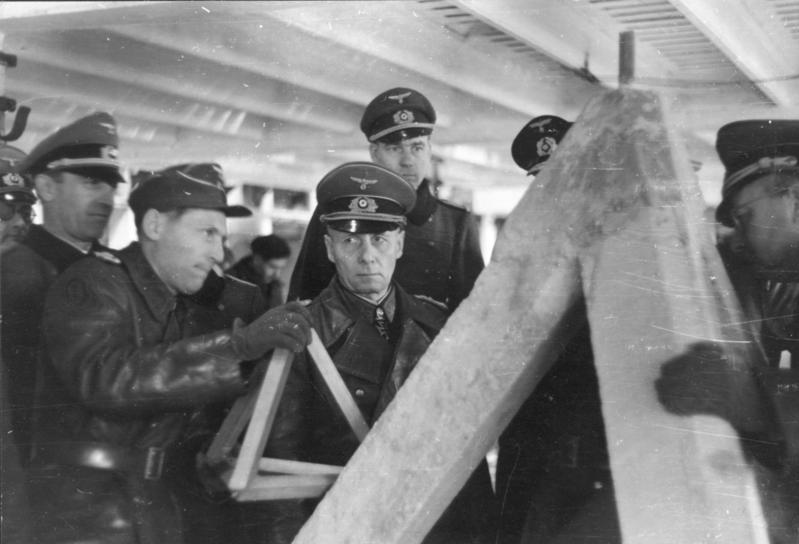
Rommel en visite des installations du mur de l'Atlantique à Lorient en février 1944.

La construction du mur de l'Atlantique débute à partir de 1942. L'Opération Chariot menée par les Alliés sur la base sous-marine de Saint-Nazaire le 28 mars 1942 démontre alors que ce type d'installation reste exposé aux offensives terrestres : la défense de la région de Lorient est revue. Le périmètre de défense s'étend sur une bande de 24 km à l'intérieur des terres et intègre par ailleurs la base d'aéronautique navale de Lann-Bihoué. Près de 400 blockhaus, nids de mitrailleuses, ou encore tours de guet sont construits entre l'embouchure de la Laïta et celle de la rivière d'Étel.
La mise en service des U-Boote type XXI nécessite la création de nouveaux bunkers en raison de leur grande hauteur. La base de Lorient est la seule sur la façade Atlantique à les accueillir ; la construction de nouvelles installations, Keroman IVa et Keroman IVb, est lancée durant l'été 1943 pour accueillir 24 de ces U-Boote. Ces nouveaux bunkers se situeraient dans le prolongement de Keroman I et II et permettre le stockage à sec des submersibles ; Keroman IVa étant de plus doté d'une alvéole en eau et d'un espace de protection de la cale. La construction de Keroman IVa est toutefois ralentie par le manque de matériaux et de main-d'œuvre et doit même être stoppée le 24 avril 1944 ; seuls les murs de deux alvéoles et celui faisant l'interface avec Keroman I sont achevés. La construction de Keroman IVb ne va pas au-delà de travaux de creusement des fondations et de début de coffrage de quelques murs d'alvéoles.

### Le retour à la France

#### La base après-guerre

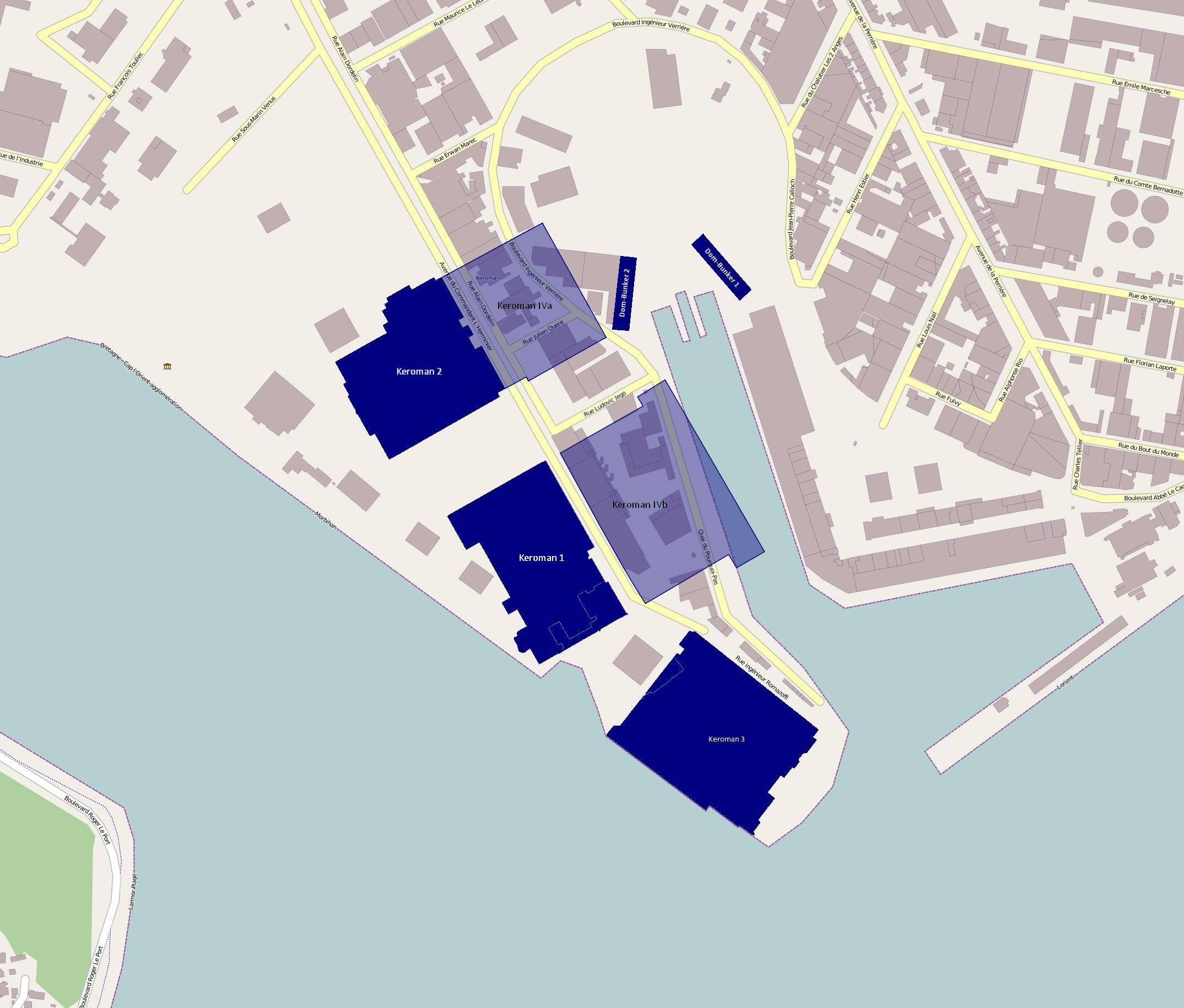
Implantation de Keroman I, II, et III, du projet Keroman IV ainsi que des dom-bunkers dans la rade de Lorient.

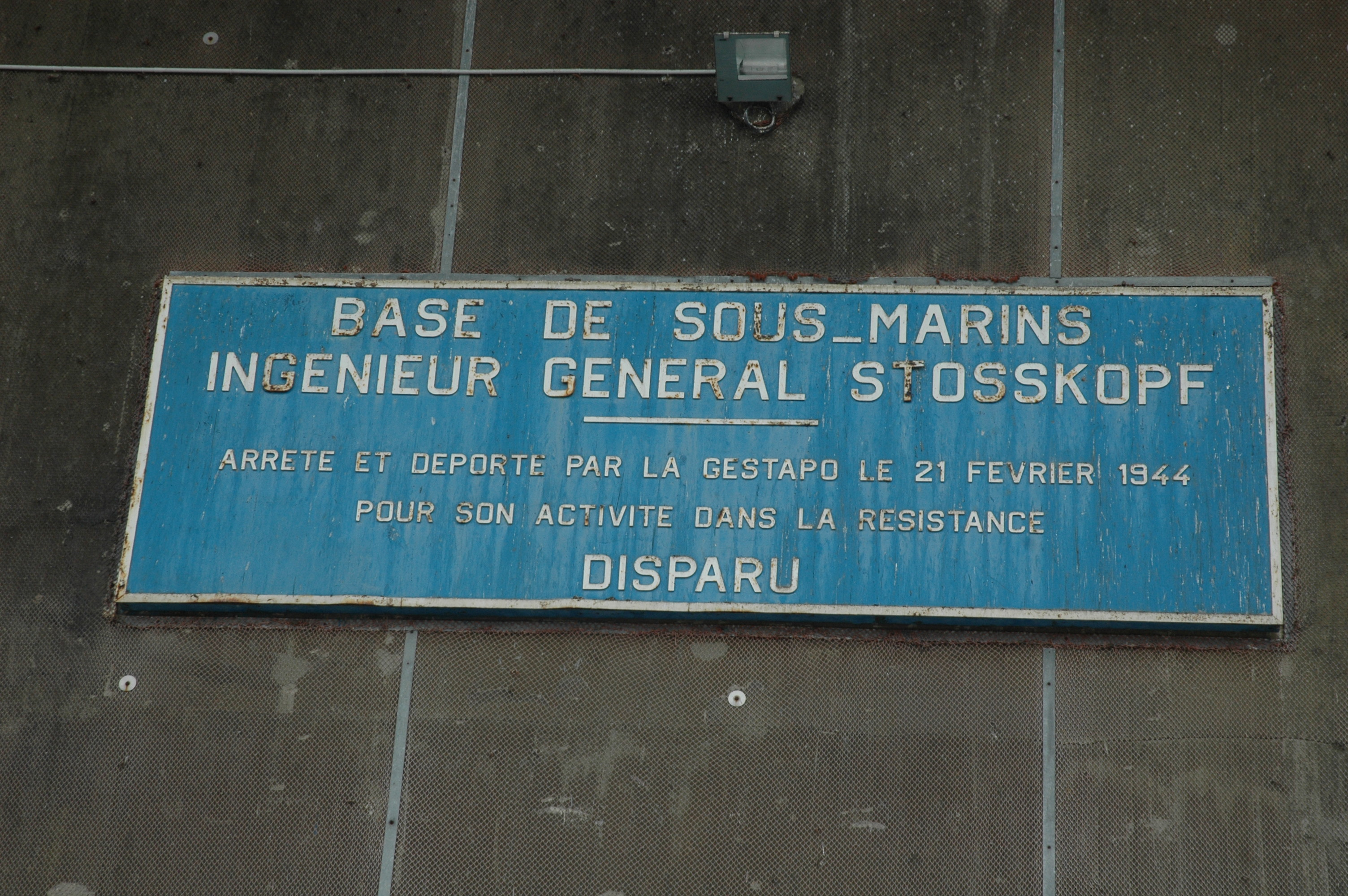
Plaque commémorative apposée en 1946 en l'honneur de Jacques Stosskopf.

La poche de Lorient se rend le 10 mai 1945 au terme d'un siège de neuf mois et les forces françaises récupèrent la base dans un parfait état de fonctionnement. Le gouvernement provisoire y établit le 19 mai 1945 un « centre de sous-marins » et une note prescrit à la base d'être prête à ouvrir deux chantiers de réparation de sous-marins à partir du 1er août. L'état-major de la marine nationale visite la base à la mi-octobre de la même année et, le 24 octobre, est créée la base militaire de Kéroman, constituée définitivement le 5 décembre. Le 6 juillet 1946, la base prend le nom d'« ingénieur général Stosskopf ».
En avril 1946, cinq U-Boote sont attachés à la base de Lorient et servent, à la fin de la même année, à la création de la « deuxième escadrille de sous-marins ». Celle-ci est cependant dissoute à la fin de l'année 1948 et les sous-marins sont réaffectés à Toulon. En 1953, la base retrouve son affectation première et, le 1er janvier 1958, la deuxième escadrille de sous-marins est reconstituée. Les marins sont hébergés dans un premier temps dans la caserne protégée de Keroman II, avant que, de 1957 à 1973, soient ouverts le long des rives du Ter plusieurs casernements ainsi que d'autres infrastructures de vie.
Au début des années 1970, l'état-major français décide de remplacer progressivement ses sous-marins d'attaque classiques par des sous-marins nucléaires d'attaque, jusqu'au début du XXIe siècle. La base de Lorient ne disposant pas de site de traitement des combustibles nucléaires, la fermeture de celle-ci est alors prévue pour le début des années 2000.
L'annonce de la dissolution de la deuxième escadrille intervient le 27 mai 1993 et prévoit la fermeture de la base de Keroman dans un délai de deux ans. Les quatre classe Agosta de Lorient sont réaffectés à Brest et quittent définitivement leur ancien port d'attache le 1er juillet 1995. La Sirène est le dernier sous-marin à passer dans les chantiers et quitte le site le 11 février 1997 pour Toulon.

#### La base aujourd'hui
Le désengagement de la Marine intervient dans un contexte économique difficile pour la région de Lorient, à un moment où le port de pêche connaît une baisse importante de ses tonnages à partir de la fin des années 1980, et où la Direction des constructions navales (DCN) réduit ses activités. C'est dans ce contexte que l'agglomération de Lorient aborde la reconversion des 25 ha du site, dont six occupés par les bunkers. Plusieurs études sont lancées à partir de 1992, dont les résultats sont rendus publics en 1997. En 1999, un projet final est adopté.
Les bunkers sont conservés en raison de leur valeur patrimoniale et du coût trop élevé de leur destruction, alors estimé à 31 millions d'euros. Il est décidé de constituer un centre sur « l'homme et la mer au XXIe siècle » organisé en cinq pôles : course au large, stratégies navales, prévention des risques en mer, archéologie sous-marine, et pêche et aquaculture. Des travaux sont réalisés à partir de 2001 avec une première enveloppe de 45 millions d'euros.

## Utilisation

### Seconde Guerre mondiale

#### Kriegsmarine

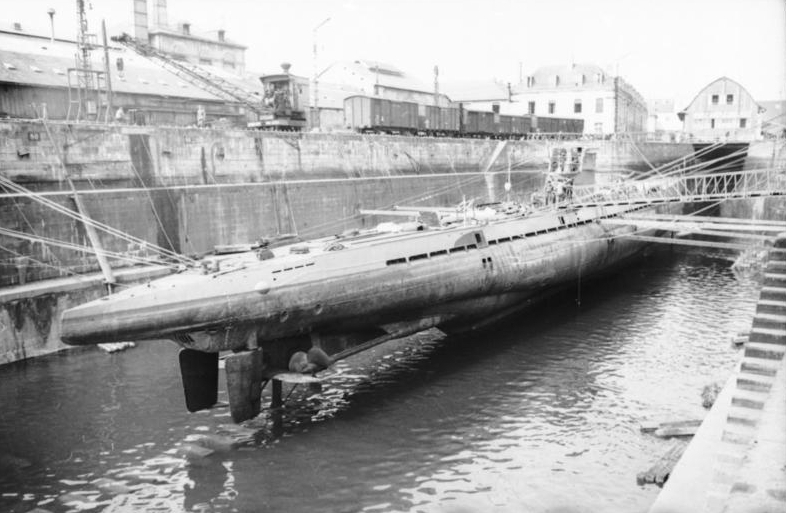
Le U-37 en carénage.

La 2e flottille de U-Boote est établie à partir du 28 juin 1940. Elle est rejointe par la 10e flottille de U-Boote à partir de janvier 1942. À ces navires, il faut ajouter les nombreux sous-marins ayant fait une escale à Lorient au cours de leurs missions. C'est notamment le cas du U-333, commandé par Ali Cremer, le 13 juin 1944. La base est utilisée jusqu'au 5 septembre 1944, date de départ du dernier U-Boot, le U-155, pour la Norvège. Au total, 168 U-boote ont été affectés à Keroman pendant la guerre, dont les sept U-Boote ayant le plus fort tableau de chasse. Sur ces 168 engins submersibles allemands, 135 ont été coulés pendant le conflit, soit 80 % des flottilles, certains étant coulés lors de leur première mission opérationnelle.
Face à la base de Keroman, à Larmor-Plage, l'état-major de la direction des opérations de la force sous-marine allemande s'établit à partir du 11 novembre 1940 dans les villas de « Kerlilon », de « Margaret » et de « Kerozen ». Le poste de commandement sert à faire la liaison entre les U-Boote, de manière à donner la localisation d'un convoi allié et à organiser une attaque « en meute » contre celui-ci.
Les U-Boote sont engagés dans la Bataille de l'Atlantique menée contre les Alliés. Keroman sert par ailleurs de point de départ d'opérations spéciales, comme l'Opération Paukenschlag, menée au large de New York en janvier 1942, ou dans les opérations d'attaque de bateaux alliés pendant la bataille de Normandie. Plusieurs U-Boote sont par ailleurs déployés sans succès pour porter secours au Bismarck lorsque celui-ci est pris en chasse par la marine britannique en 1941. Le U-74 parvient à sauver trois marins allemands après le naufrage de ce navire et ils sont débarqués à Lorient par la suite.
La base est aussi utilisée pour les opérations de réparation et d'entretien des U-Boote. Sur les 1 149 grands carénages effectués par la Kriegsmarine dans les ports français de l'Atlantique, 500 sont réalisés à Lorient.

#### Marine impériale japonaise

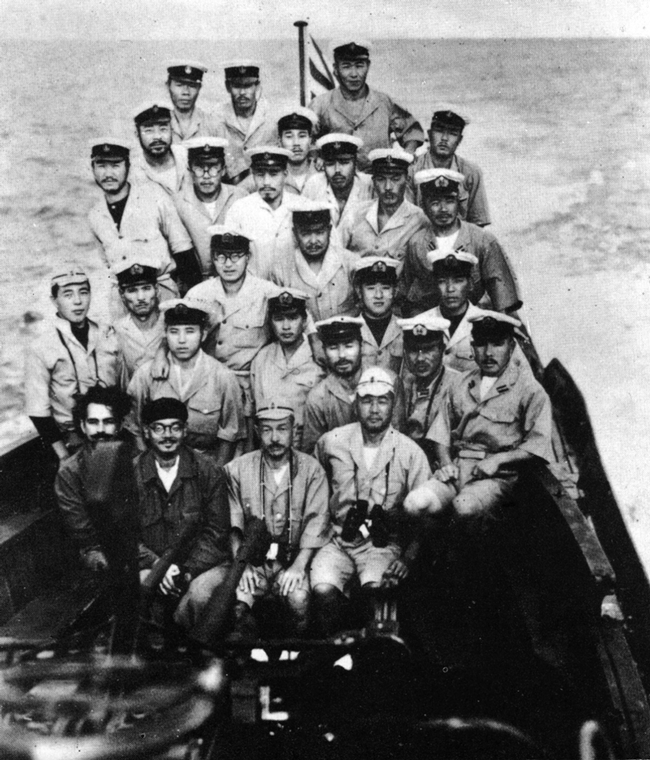
Équipage du I-29, en 1943.

La base de Keroman sert également à trois reprises de port d'escale pour les sous-marins de la Marine impériale japonaise, alors alliée de l'Allemagne nazie, entre août 1942 et 1944 : le I-30, le I-8, et le I-29.
Ils servent à apporter des matériaux stratégiques comme du tungstène ou du caoutchouc, ainsi que des médicaments comme de la quinine, ou même des plans d'armement. Les équipages sont utilisés à des fins de propagande, sont reçus par Hitler ou bien vont se distraire à Paris. Ils rapportent au Japon des plans d'armement et des ingénieurs allemands, ainsi que des machines Enigma.
Sur les trois sous-marins ayant rallié Keroman, seul le I-8 parvient à rentrer sain et sauf au Japon en décembre 1943.

#### Cible des Alliés

##### Destruction de la ville
Les pertes élevées causées aux convois alliés par les « loups gris » de Dönitz lors de la bataille de l'Atlantique leur imposent de réagir. Un raid américain est lancé sur la base le 12 octobre 1942 pour évaluer la résistance des bunkers : les dégâts infligés restent minimes. Churchill ordonne alors le 14 janvier 1943 de détruire les villes entourant ces bases, de manière à tarir leur approvisionnement. Lorient est désignée comme la cible prioritaire ; la ville est rasée par plus de 4 000 tonnes de bombes entre le 14 janvier et le 17 février 1943. Seules la base sous-marine de Keroman demeure intacte. Dans la ville où a été donné l'ordre d'évacuation le 3 février, 3 500 immeubles sont détruits ; on dénombre 230 morts.
La durée moyenne d'immobilisation des sous-marins entre deux missions à Keroman augmente de 30 % entre novembre 1942 et avril 1943. Le tonnage détruit par ceux-ci dans l'Atlantique baisse de 17 100 tonnes par U-Boot en janvier 1943 à 8 500 tonnes en mai 1943.
| Date            | Nationalité     | Nombre d'appareils | tonnes de bombes | nombre de bombes incendiaires |
| --------------- | --------------- | ------------------ | ---------------- | ----------------------------- |
| 14 janvier 1943 | Royal Air Force | 99                 | 73,6             | 83 548                        |
| 15 janvier 1943 | Royal Air Force | 132                | 140,4            | 87 163                        |
| 23 janvier 1943 | US Air Force    | 36                 |                  |                               |
| 23 janvier 1943 | Royal Air Force | 47                 |                  |                               |
| 26 janvier 1943 | Royal Air Force | 136                | 80               | 56 687                        |
| 29 janvier 1943 | Royal Air Force | 130                | 50,7             |                               |
| 4 février 1943  | Royal Air Force | 120                | 90,6             | 63 376                        |
| 7 février 1943  | Royal Air Force | 296                | 254,1            |                               |
| 13 février 1943 | Royal Air Force | 422                | 524,3            | 26 168                        |
| 16 février 1943 | Royal Air Force | 360                | 461,9            | 230 916                       |

##### Poche de Lorient

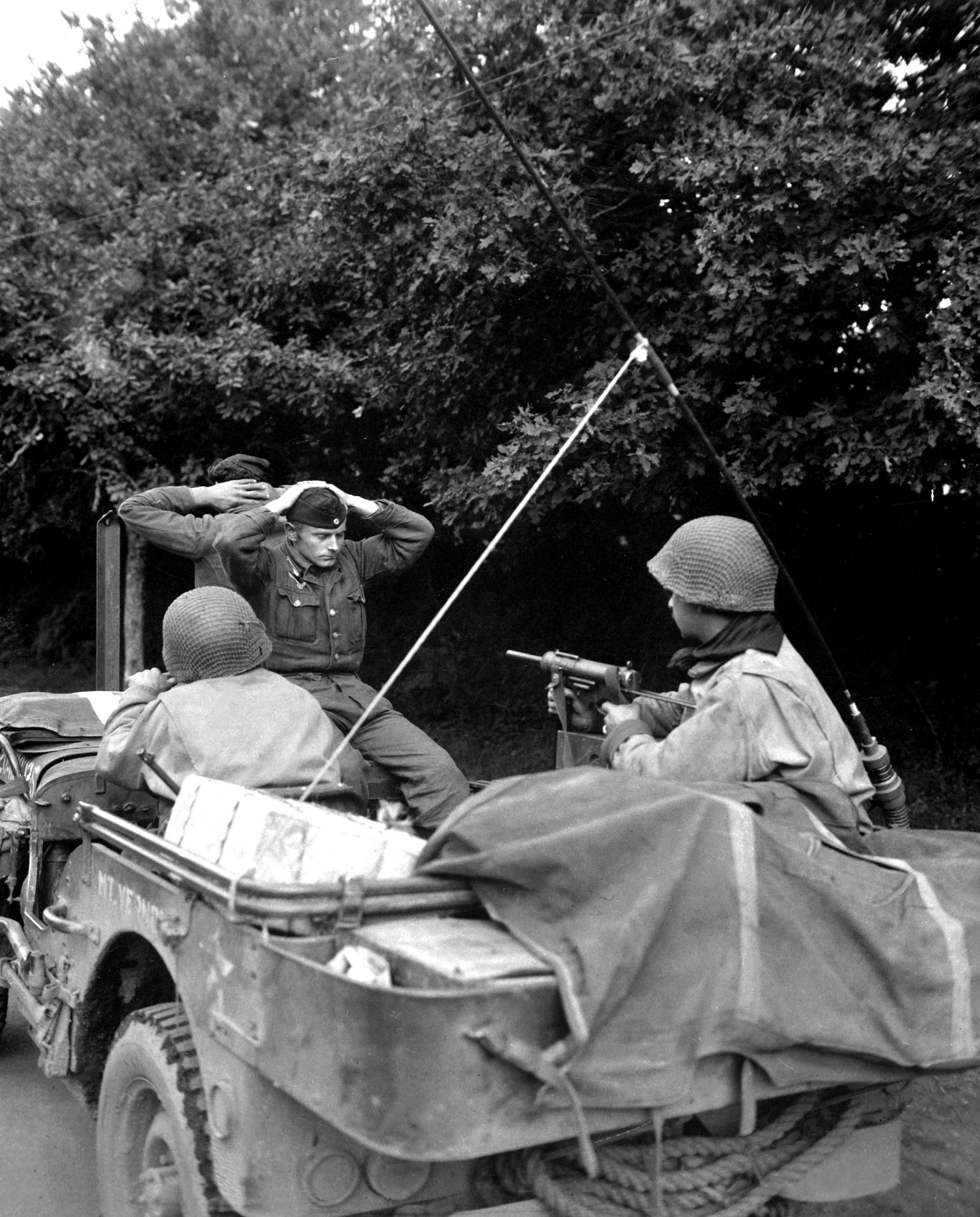
Soldats allemands capturés au nord de Lorient fin août 1944

La Bretagne commence à être libérée par les Alliés dès août 1944 et la ville de Brest se rend mi-septembre. Le coût humain pour les Alliés s'élève à plus de 10 000 soldats blessés ou tués. Les villes de Lorient et de Saint-Nazaire n'ont plus la même priorité stratégique et l'US Army n'y dénombre que 32 morts jusqu'à la fin du conflit.
Les premiers G.I.s arrivent au nord des défenses de la ville le 7 août. La veille, la RAF a tenté sans succès de détruire un toit d'un des bunkers de Keroman en y lâchant une bombe de six tonnes. Dans la poche, quelque 25 000 soldats organisent leur défense. Les bunkers de Keroman sont réaménagés en hébergements et la base d'aéronautique navale de Lann-Bihoué continue d'assurer la liaison avec l'Allemagne jusqu'au 8 août 1944. La poche de Lorient résiste pendant neuf mois aux attaques et la reddition n'est obtenue que le 10 mai 1945.

### Après-guerre

#### Marine nationale
La marine nationale française utilise le site de 1945 à 1995. Un maximum de 10 sous-marins et de 2 000 marins y est affecté pendant cette période. La base est utilisée dans un premier temps pour des missions de formation et des missions anti-sous-marines, dans le cadre de l'appartenance de la France à l'OTAN. Au début des années 1960, le développement de la propulsion nucléaire et celui des sous-marins nucléaires lanceurs d'engins (SNLE) dans la Marine nationale redéfinit l'importance des sous-marins. La base de Keroman se voit affecter, à partir de 1968 et pour trois ans, le prototype Gymnote qui a la charge de l'expérimentation du lancement de missiles à têtes nucléaires. Elle sert à la formation des futurs équipages de SNLE, de sous-mariniers étrangers, mais aussi pour l'entraînement de commando et de nageurs de combat, ou pour des opérations de renseignements.
Les premiers sous-marins français sont affectés à la base en avril 1946 et sont constitués de prises de guerre : le Roland Morillot, le Blaison, le Bouan, le Millé et le Laubie, tous d'anciens U-boote. Suivent les décennies suivantes les classe Narval qui sont affectés à Keroman à partir de juin 1958 et les classe Daphné à partir de 1964. Quatre classe Agosta sont affectés à la base à partir de 1984 pour remplacer les classe Narval, en fin de vie. La base dispose alors, à la fin des années 1980, de quatre classe Narval et de trois classe Daphné.
La Marine nationale développe les constructions de la base à partir des années 1950. Des hébergements pour les marins sont construits sur le site, de même que des bâtiments pour l'état-major et pour des services généraux. Les bunkers sont aussi réaménagés. Keroman I accueille des services de santé à partir de l'été 1955 et est ainsi équipé d'un caisson hyperbare ; il dispose aussi d'un « centre d'entraînement à la guerre sous-marine », comprenant une salle simulant un central d'opération. Keroman II accueille lui le centre des opérations et de transmission, ainsi que des bureaux militaires et administratifs. La marine utilise enfin plusieurs plus petits bunkers appelés « Jaguar » pour le stockage de ses torpilles ; ceux-ci sont détruits au début des années 1990.

#### Direction des constructions navales
La direction des constructions navales occupe le site de 1945 à 1997 pour des opérations de maintenance ou de modernisation de la flotte de sous-marins. Un maximum de 900 personnes y est employé au plus fort de l'activité et un total de 95 navires est traité dans le cadre de grands carénages ou de refontes.
Le bunker de Keroman I sert pour les installations électriques du site ainsi que pour le stockage d'eau et de carburant, et la cale continue à être utilisé pour son usage initial. Dans le milieu des années 1970, les alvéoles 1 à 3 sont aménagés pour recevoir un atelier spécialisé dans les matériaux composites, et une dizaine de chasseurs de mines y est construite, de même que des équipements pour d'autres navires. Keroman II est lui réaménagé complètement pour y recevoir des ateliers, chaque alvéole accueillant un atelier spécialisé différent. Keroman III concentre les deux chaînes de carénage, l'alvéole « F » étant réutilisé dès la fin de la guerre et l'alvéole « G » étant remis en fonction en 1958. La DCN construit par ailleurs plusieurs bâtiments sur le site pour accueillir le travail ou la restauration de ses équipes.

#### Reconversions civiles

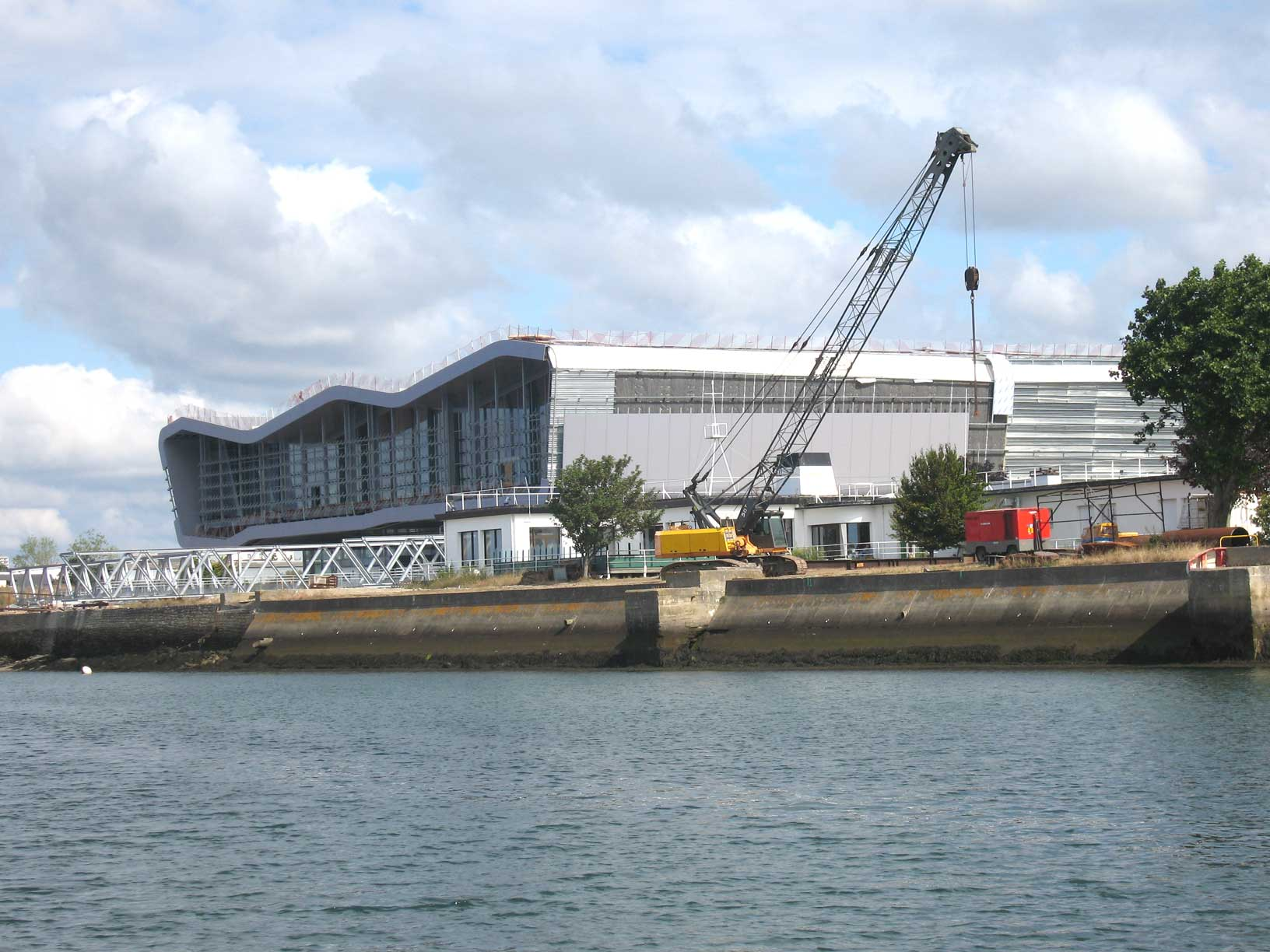
La Cité de la voile Éric Tabarly alors en construction.

Un pôle nautique est constitué à partir de 1997 avec l'installation dans le bunker de Keroman II de la société Plastimo, spécialisée dans l'accastillage. À partir de 2001, des travaux supplémentaires sont entrepris afin de permettre le réaménagement de Keroman I et d'y édifier des hangars destinés à la préparation de multicoques de compétition. La Cité de la voile Éric Tabarly est érigée en 2005 à partir d'un budget de 18 millions d'euros.
Le site est utilisé pour plusieurs courses nautiques ou pour la préparation de celles-ci. Le défi français de la Coupe de l'America (2001) se prépare ainsi à Lorient. Lorient est par ailleurs désignée pour accueillir des étapes de la Volvo Ocean Race de 2012.
Réalisé avec un budget de 10 millions d'euros, le centre d'affaires « Celtic Submarine », tourné vers la mer et composé de deux bâtiments, ouvre en octobre 2010 ; la première tranche représente 9 000 m2 de bureaux pour environ 400 emplois. La construction d'un troisième bâtiment est lancée à la fin des travaux de cette première tranche.
Le patrimoine laissé est exploité à partir de 1999 par l'ouverture dans la tour Davis du Musée sous-marin du Pays de Lorient. Le 1er mai 2010, un second espace patrimonial s'ouvre sur la base pour permettre de visiter l'un des anciens sous-marins de la base, le Flore.
En plus de la société Plastimo et du sous-marin Flore, le bunker Keroman II abrite depuis mars 2019 une scène de musiques actuelles, Hydrophone.

## Architecture

### Dom-Bunker
Les deux Dom-Bunker (en français bunkers cathédrales) sont construits autour de la cale du port de pêche à partir de février 1941 par la société Carl Brand de Düren et, à l'époque, le projet prévoit la construction d'un total de six bunkers de ce type, disposés en étoile. Ils sont réalisés en six tronçons et mesurent 81 m de long pour 16 m de large et 25 m de haut. Les murs ont une épaisseur de 1,5 m et leurs toitures ont un profil en ogive, de manière à réduire l'effet des bombes.
Conçus à l'origine pour accueillir les U-Boote lors de leurs réparations après leur montée sur la cale, ils s'avèrent peu pratiques à l'usage et sont reconvertis en ateliers, puis en entrepôts.

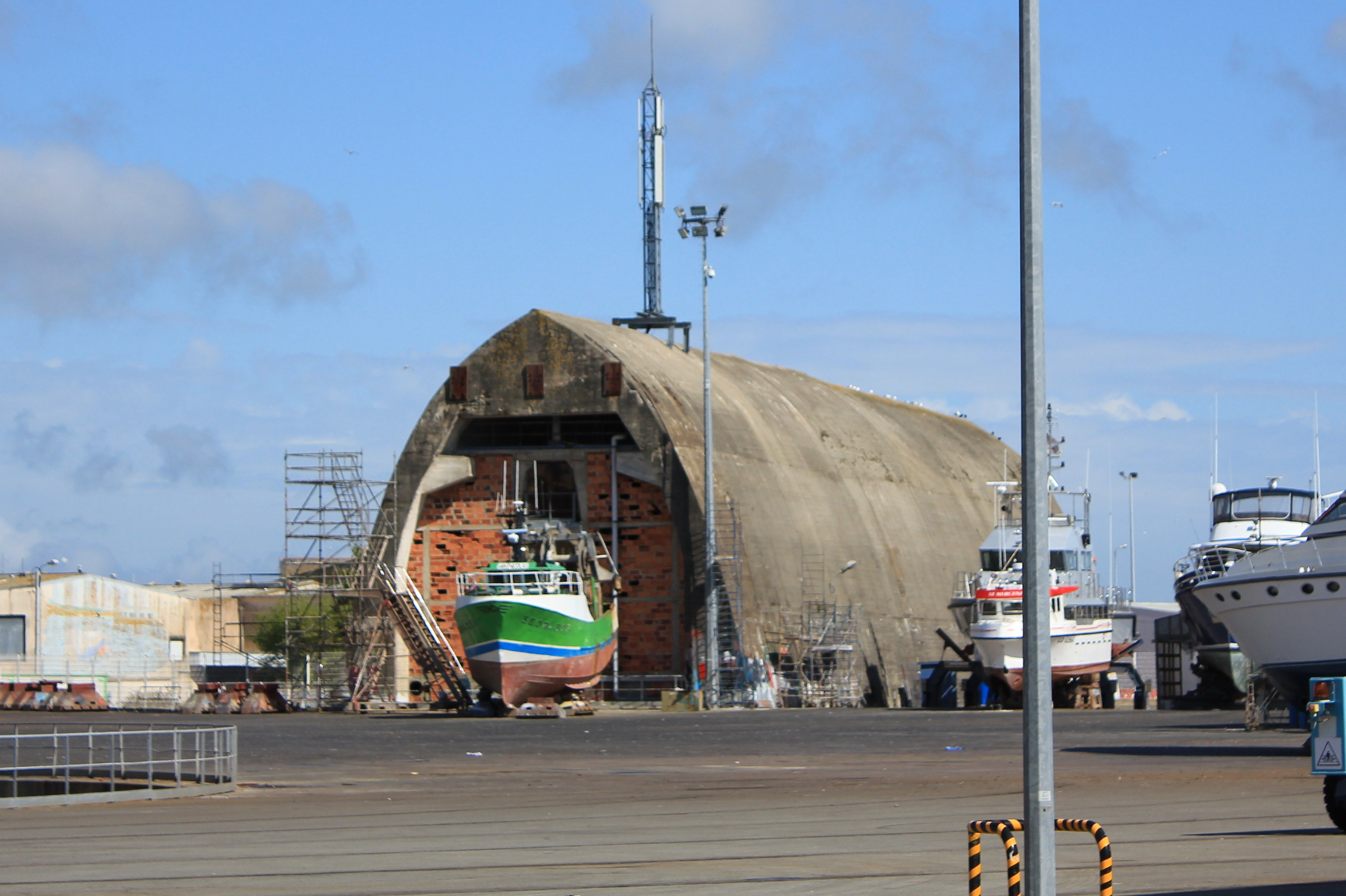
Premier Dom-Bunker vu du sol.
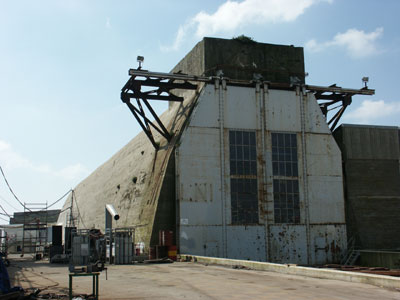
Second Dom-Bunker, avec porte blindée et emplacement pour la DCA.
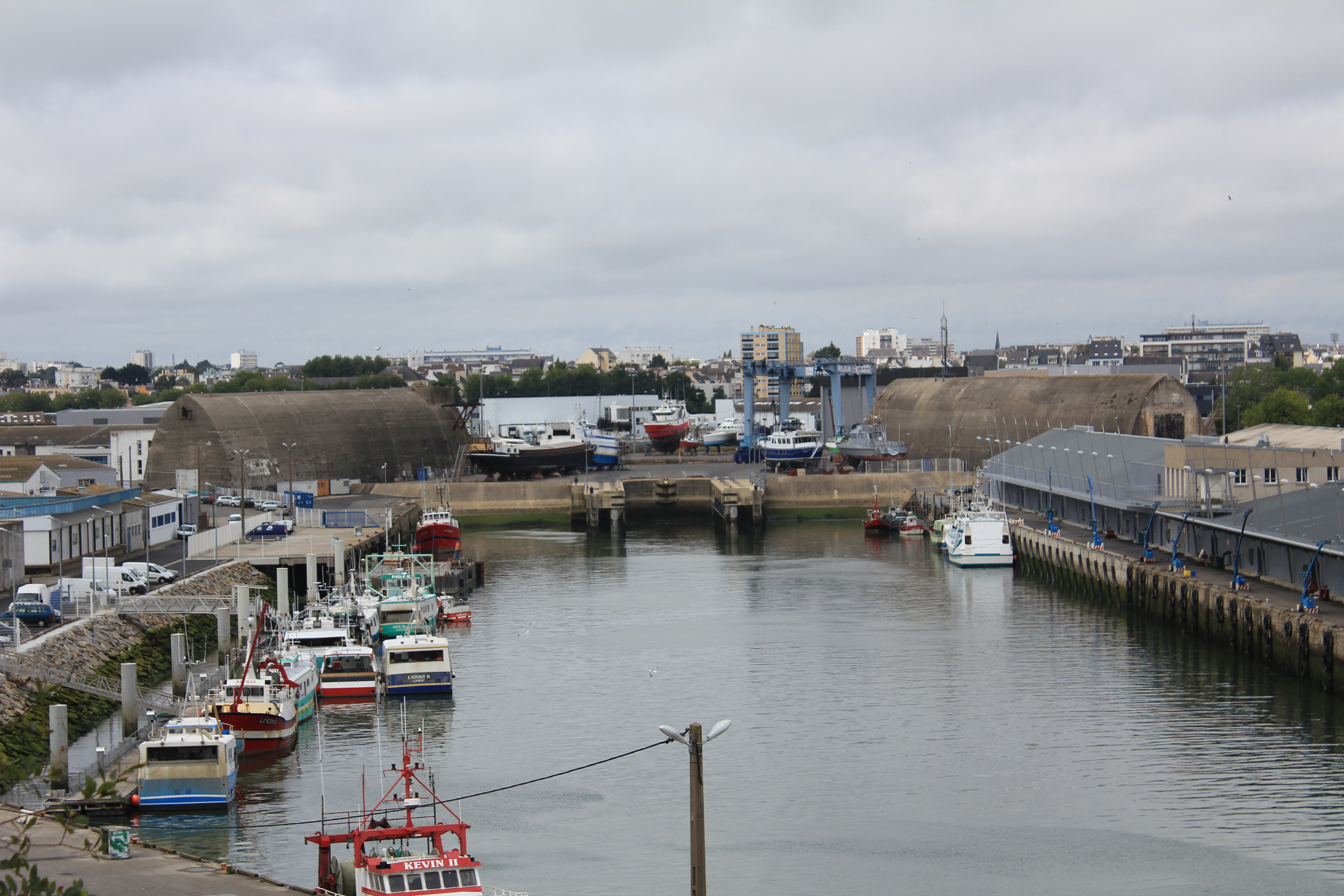
Les deux Dom-Bunker de chaque côté de la cale du port de pêche de Keroman.
Les Dom-Bunker vus du toit de Keroman III, avec Keroman I et les murs de Keroman IV.

### Bunker du Scorff
Le bunker du Scorff est le premier construit. Après des hésitations, il est décidé de l'implanter à Lanester, à côté de l'arsenal, de manière à disposer des moyens techniques de celui-ci. En raison de l'envasement du lieu d'implantation, une technique de construction sur pilotis est adoptée, utilisant 2 557 pieux d'acier de 20 m de long.
Il est inauguré en octobre 1941, après avoir été équipé le mois précédent d'un poste de DCA. Son emplacement dans une portion de la rivière qui sédimente en permanence réduit assez rapidement son utilisation par l'Occupant. Sa construction sur pilotis rend aussi impossible le renforcement de son toit, la structure ne pouvant supporter aucun supplément de poids.

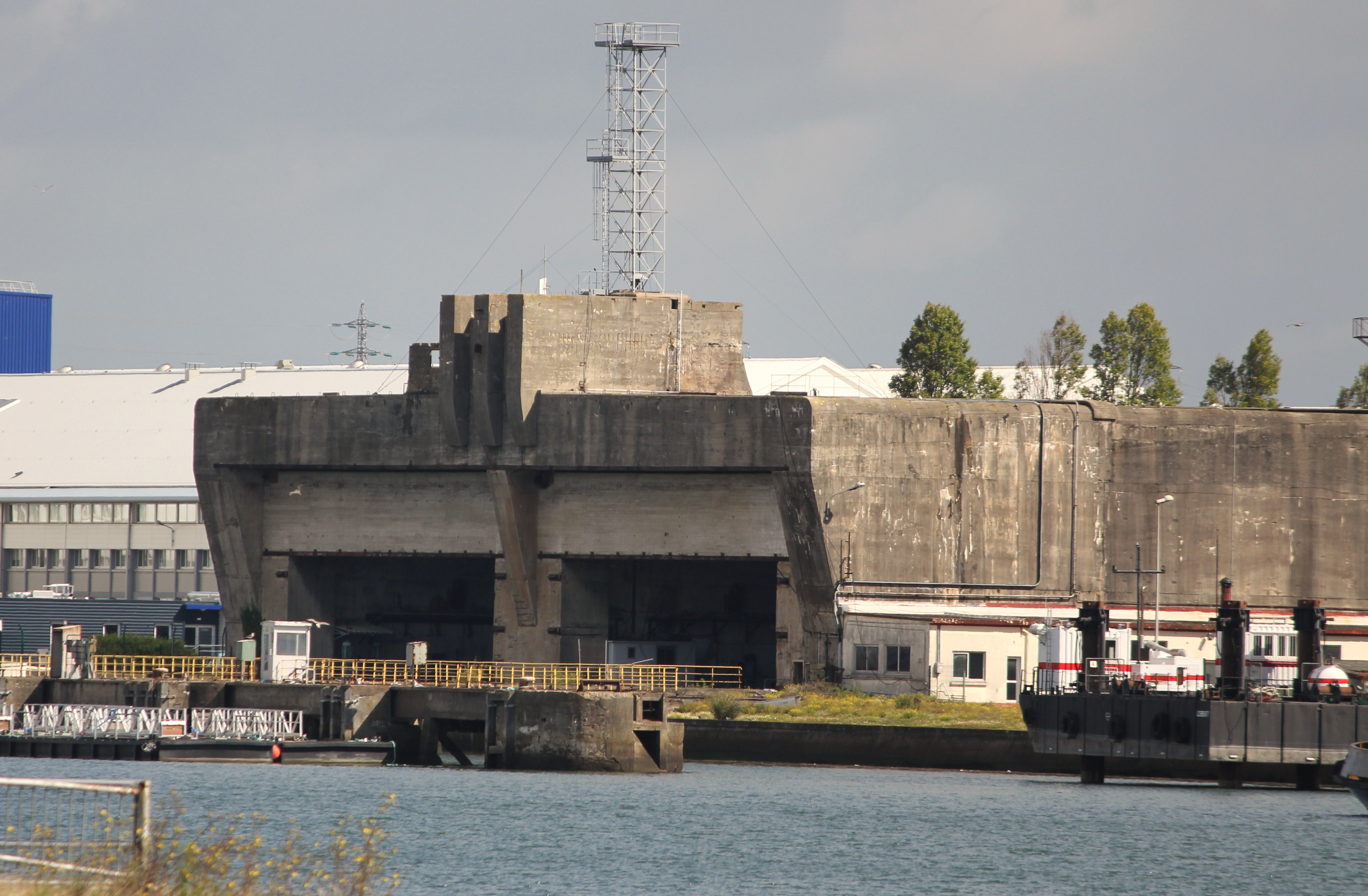
Vue du bunker du Scorff depuis l'enclos du port à Lorient.
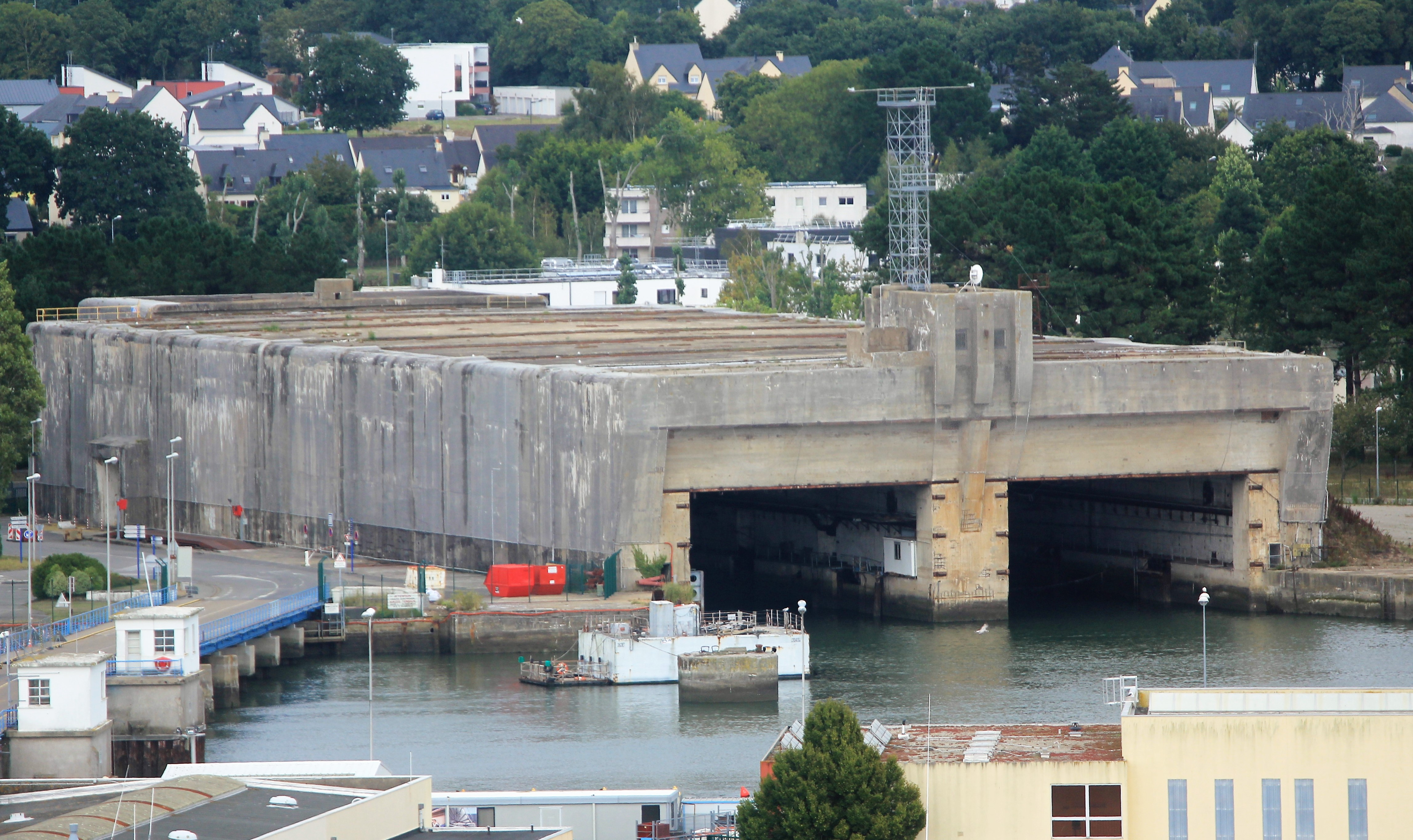
Vue du bunker du Scorff depuis le sommet de l'Église Notre-Dame-de-Victoire de Lorient.

### Keroman I
Le bunker Keroman I, qui mesure 120 m de long pour 85 m de large, compte cinq alvéoles et une cale (plan incliné) couvert. Il est achevé en septembre 1941 après sept mois de travaux. Sa toiture est constituée initialement d'une structure de béton armé de 3,50 m, composée d'un assemblage de poutrelles fabriquées en Allemagne par la firme Dortmunder-Union. Un ferraillage de 49 kg de fer par mètre cube est ajouté au moment du coulage du béton. Trois emplacements de DCA y sont par ailleurs adjoints et des blocs de granite sont ajoutés pour le protéger des bombardements. Il est agrandi en 1942 par l'ajout sur sa partie arrière d'une section technique de 81,7 m de long pour 23 m de large destinée à accueillir des générateurs électriques et par l'adjonction d'une tour d'entraînement équipée d'une cuve de 7 m permettant aux sous-mariniers de simuler des manœuvres d'évacuation.
Il est utilisé dès l'origine pour abriter jusqu'à cinq U-Boote dans ses alvéoles (places numérotées de K1 à K5), ainsi que le chariot servant à transporter ces submersibles d'un alvéole à l'autre. Chaque alvéole est équipé d'au moins un pont roulant mobile muni de grues d'une à trois tonnes. Le bunker est équipé d'un système de cale présentant une pente de 10 %, dont le chariot pouvait effectuer une opération de mise à sec ou de mise en eau en 46 à 60 minutes vers ou depuis les alvéoles de Keroman I ou II. Au total, la cale comportait 12 chariots mécaniques et un pont translateur (ou pont transporteur) se déplaçant sur huit rails disposés transversalement sur l'esplanade reliant Keroman I et II.

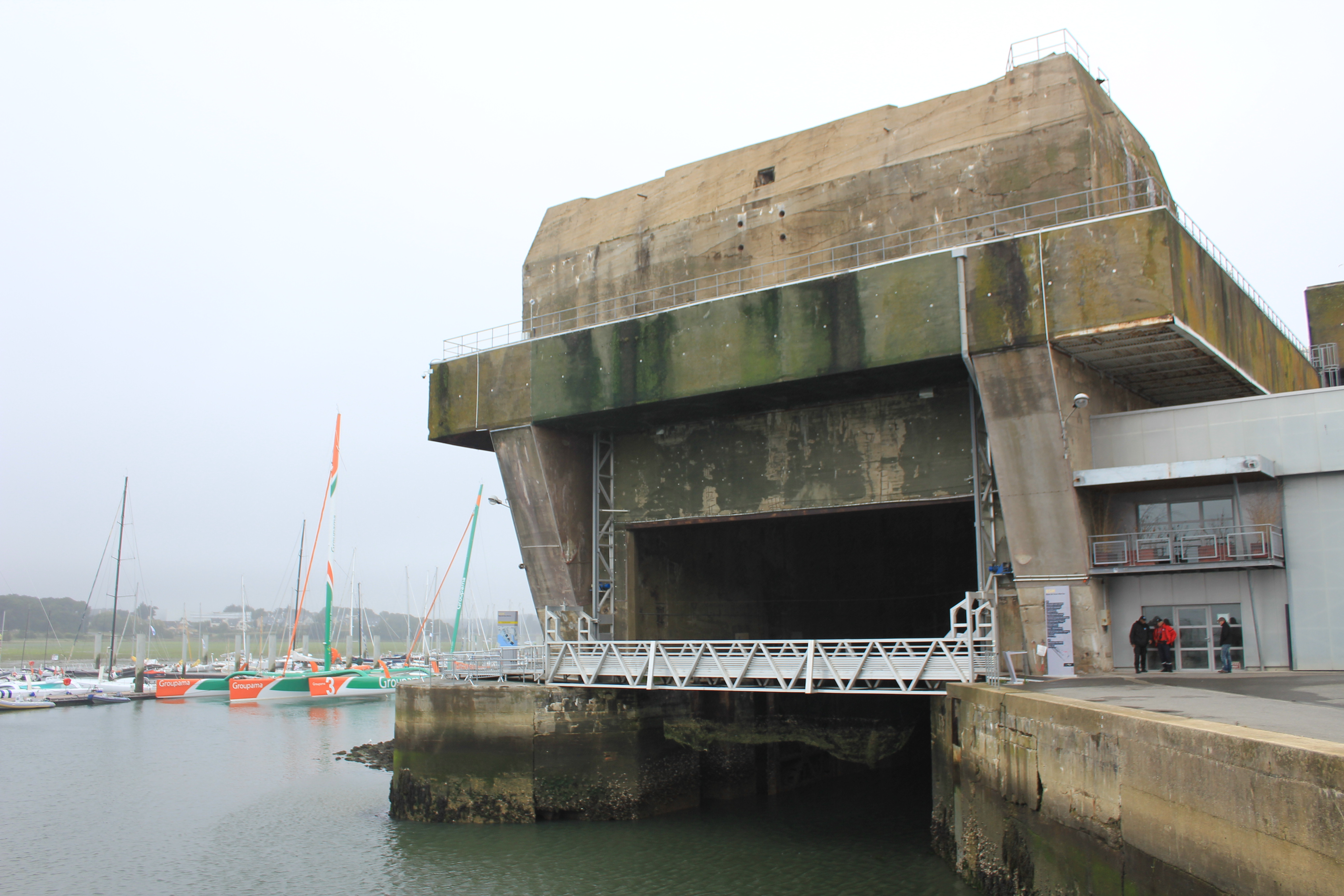
Keroman I : entrée de la cale (plan incliné couvert), surmonté d'un emplacement pour la DCA.
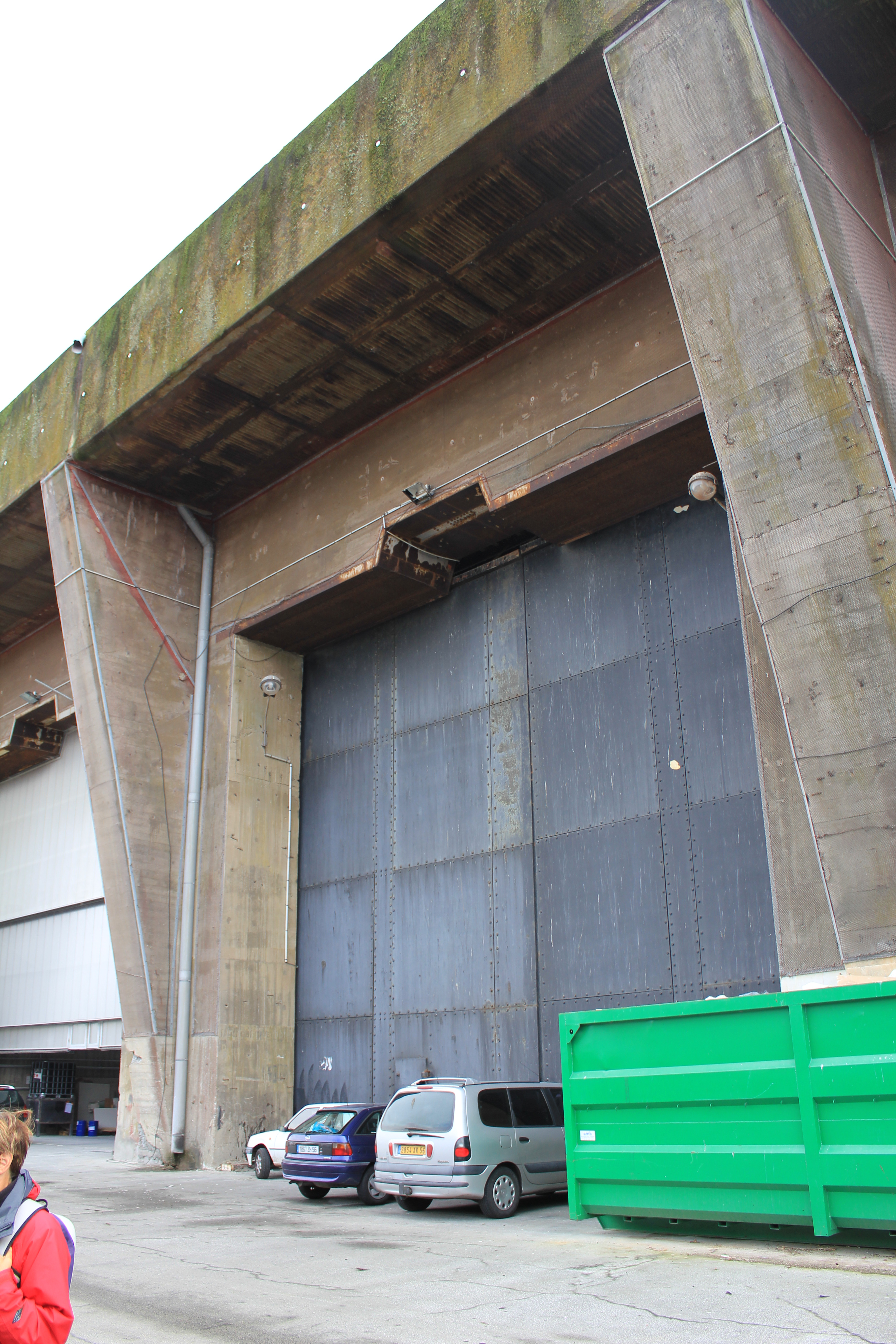
Porte blindée fermant la sortie de la cale.
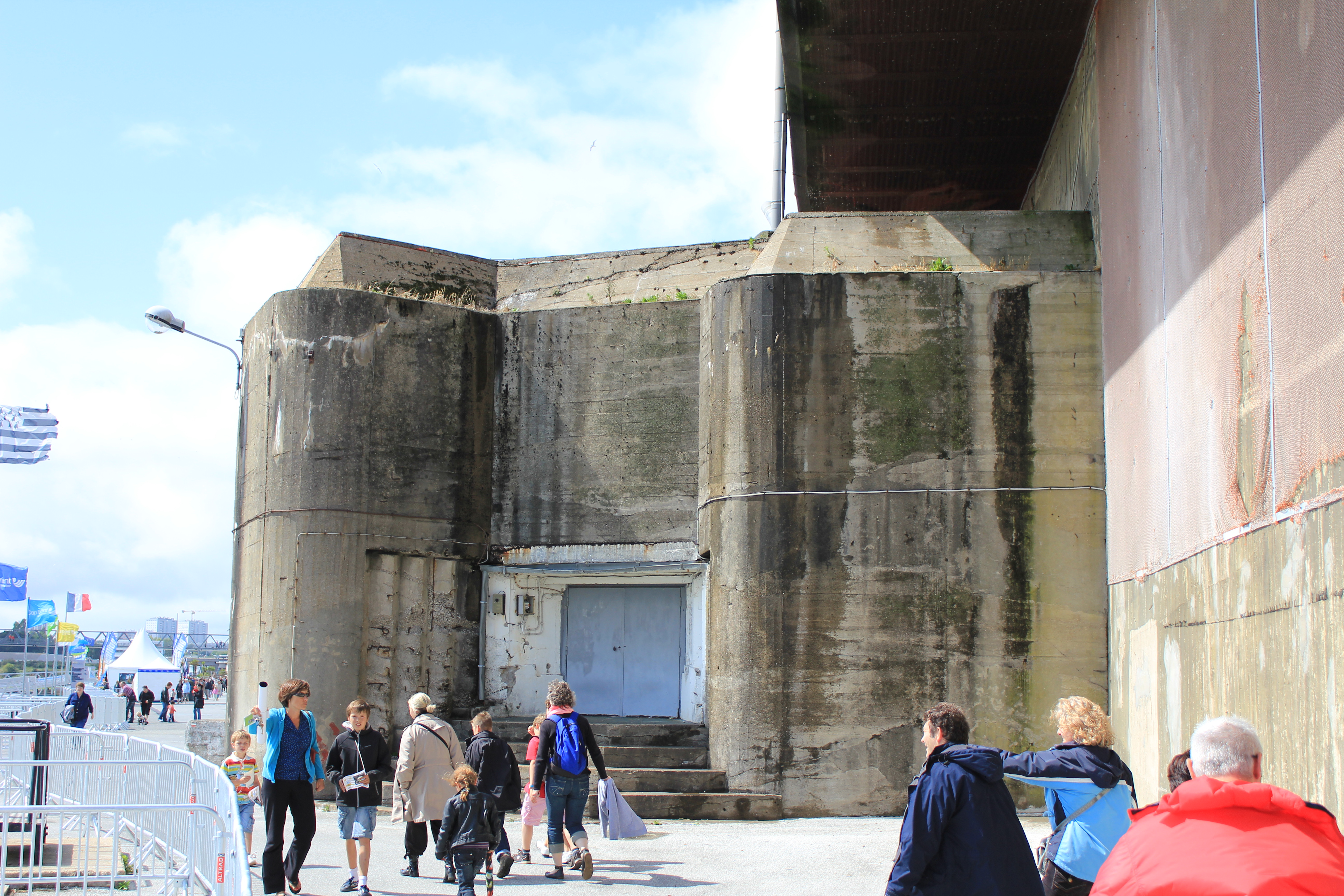
Bunker de protection rapprochée, situé sur la longueur exposée à la rade de Lorient.
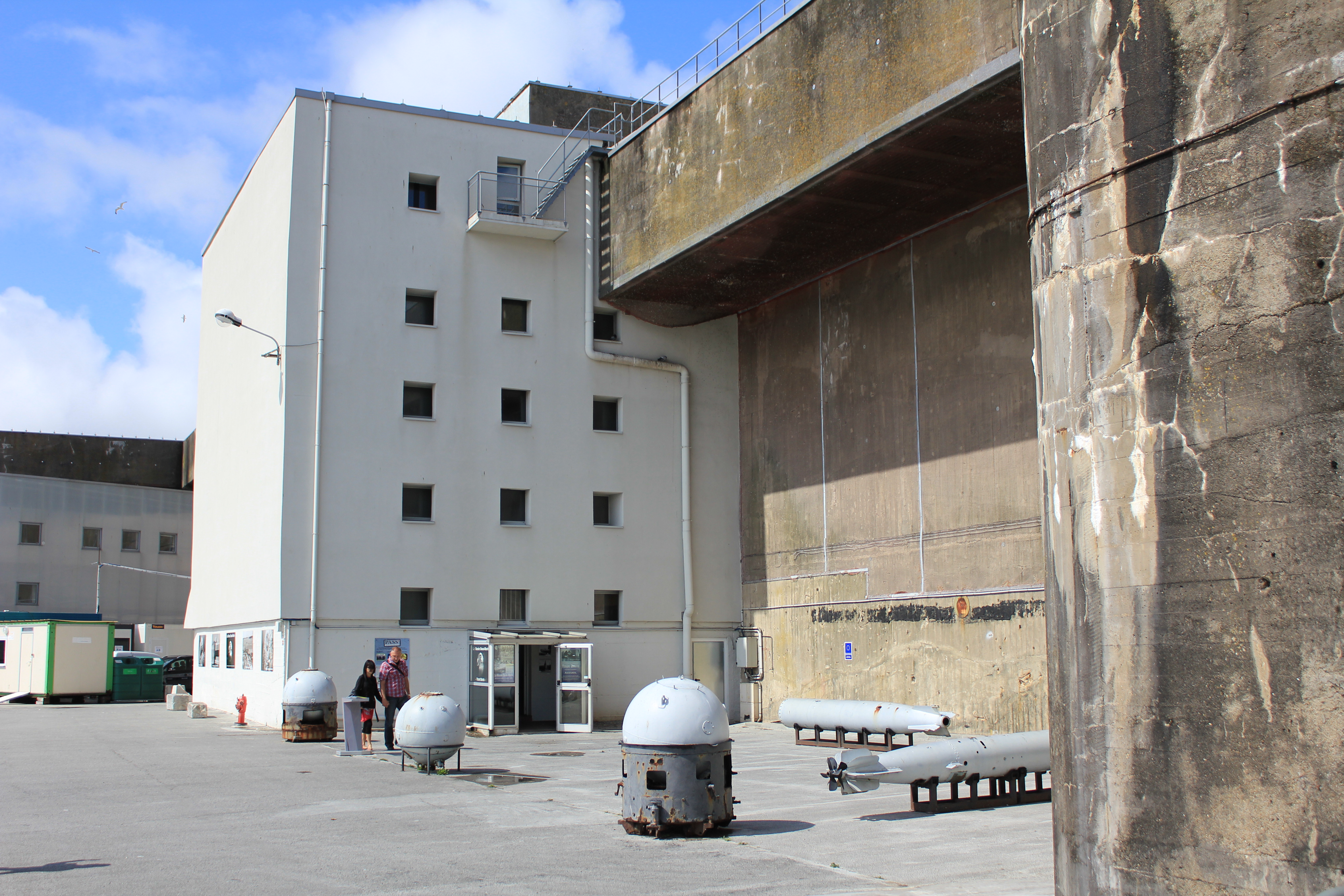
Tour Davis construite pour l'entraînement des sous-mariniers pour des évacuations sous l'eau.
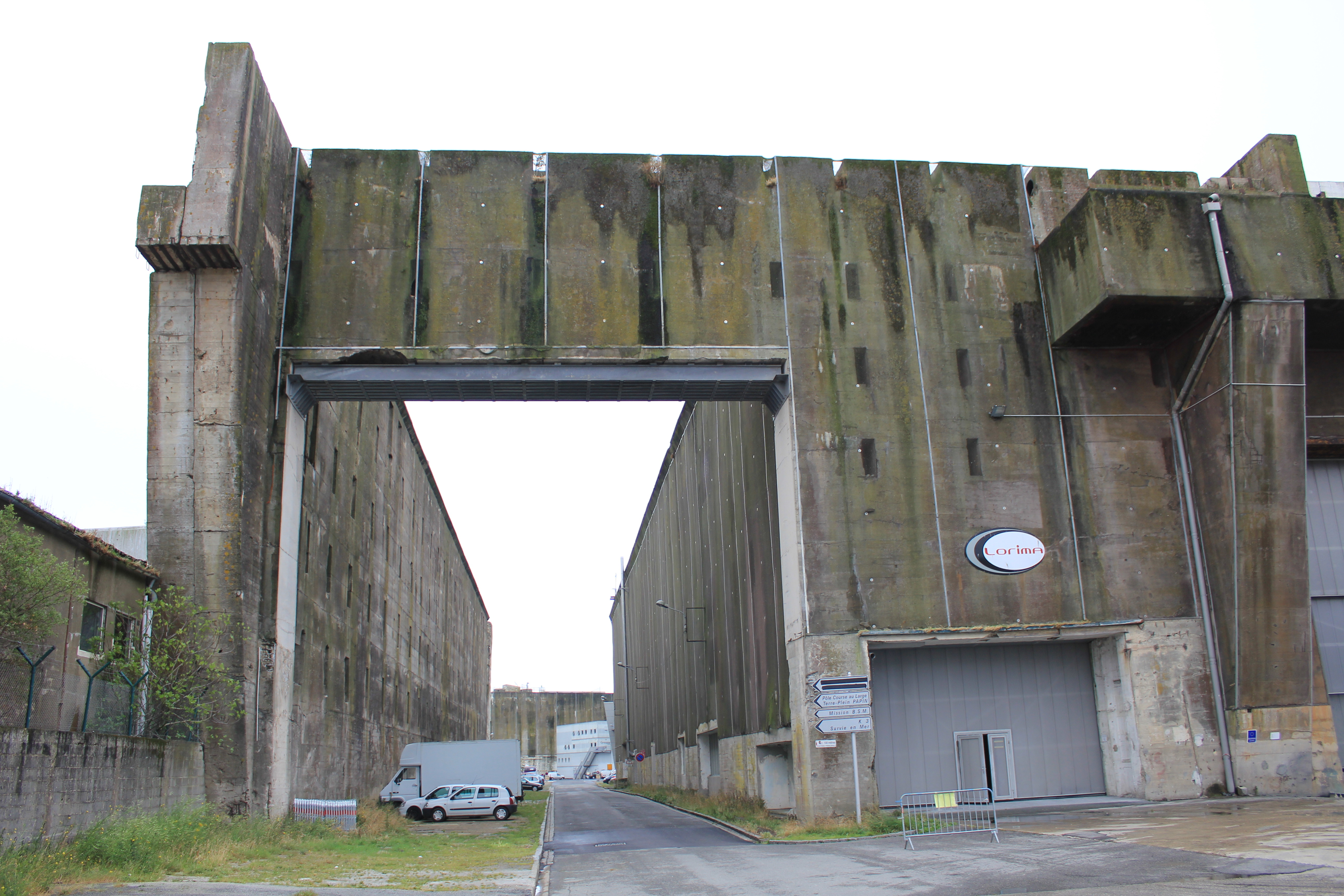
Keroman I à droite, avec le mur de Keroman IV à gauche.
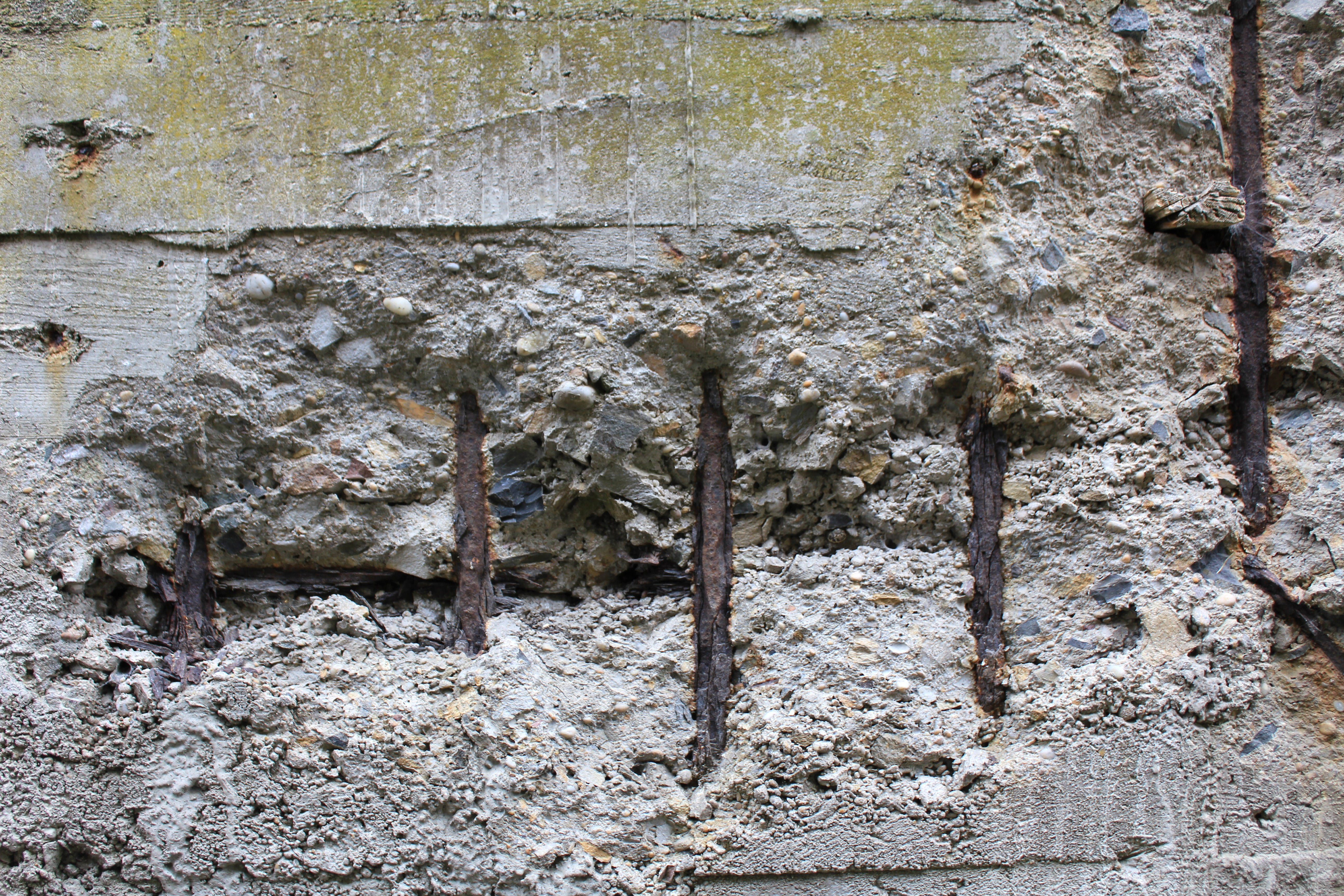
Détail du béton armé, avec traces horizontales laissées par des coffrages en bois.
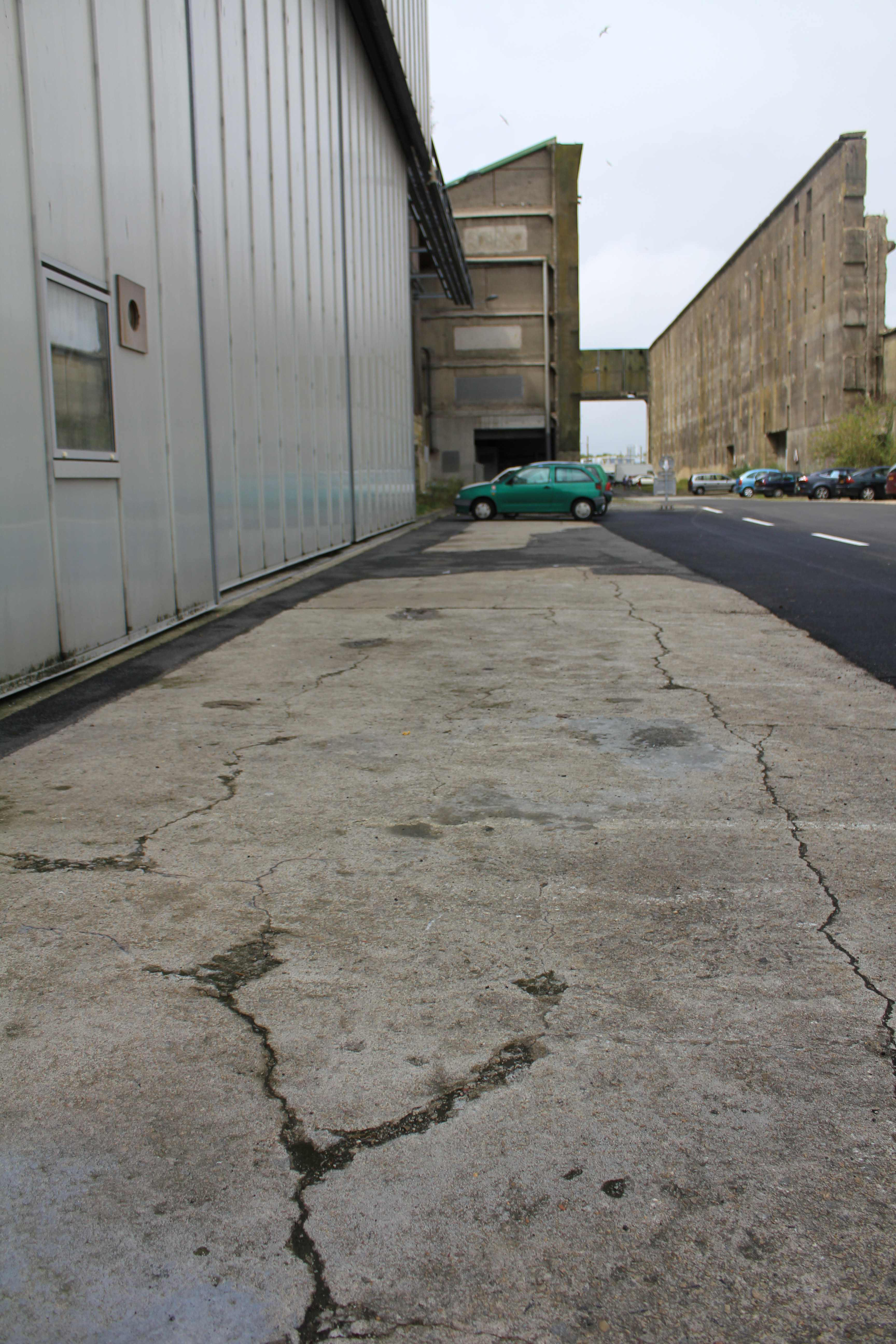
Sol cimenté recouvrant les installations électriques entre le générateur de Keroman I et les installations de Keroman III.
Plan des bunkers de Keroman I et II.

### Keroman II
Keroman II mesure 120 m de long pour 138 m de large et compte sept alvéoles. Il est achevé en décembre 1941. Sa toiture présente les mêmes caractéristiques que celle de Keroman I, à l'exception des emplacements de DCA. Il est agrandi en 1942 par l'ajout, sur sa partie arrière, d'une partie technique de 57,42 m de long pour 24 m de large destinée à accueillir des transformateurs électriques.
Ce bunker abrite jusqu'à sept U-Boote (places numérotées de K6 à K12), ainsi que le chariot de transfert des submersibles d'un bunker à l'autre. Ses alvéoles disposent du même équipement que ceux de Keroman I, mais il est équipé d'une grue d'une tonne placée à l'extérieur pour l'entretien des périscopes.

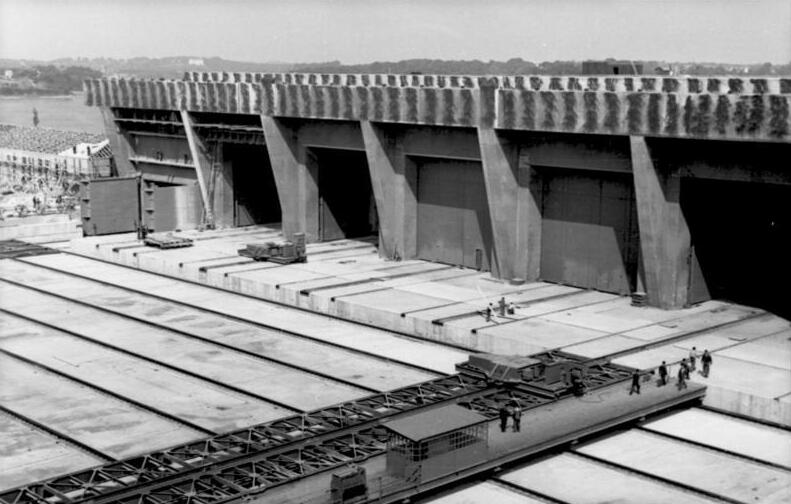
Terre-plein entre Keroman I et Keroman II avec chariot de manutention (1942).
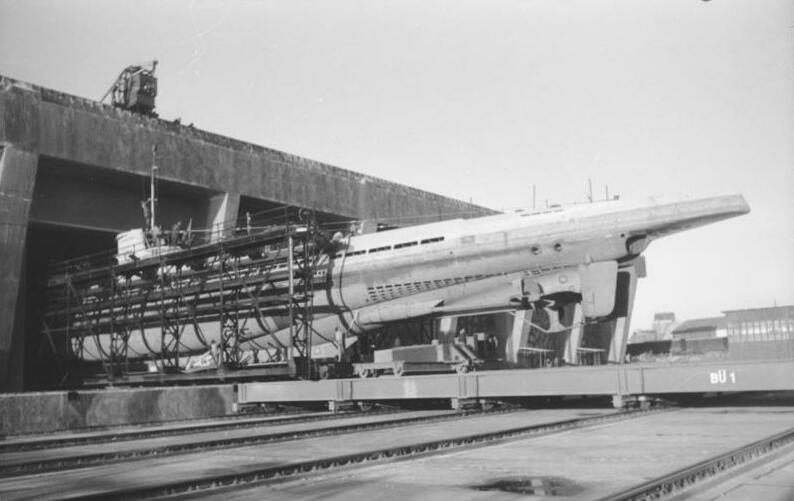
Sous-marin U-67, rentrant dans une alvéole de Keroman II (1942).
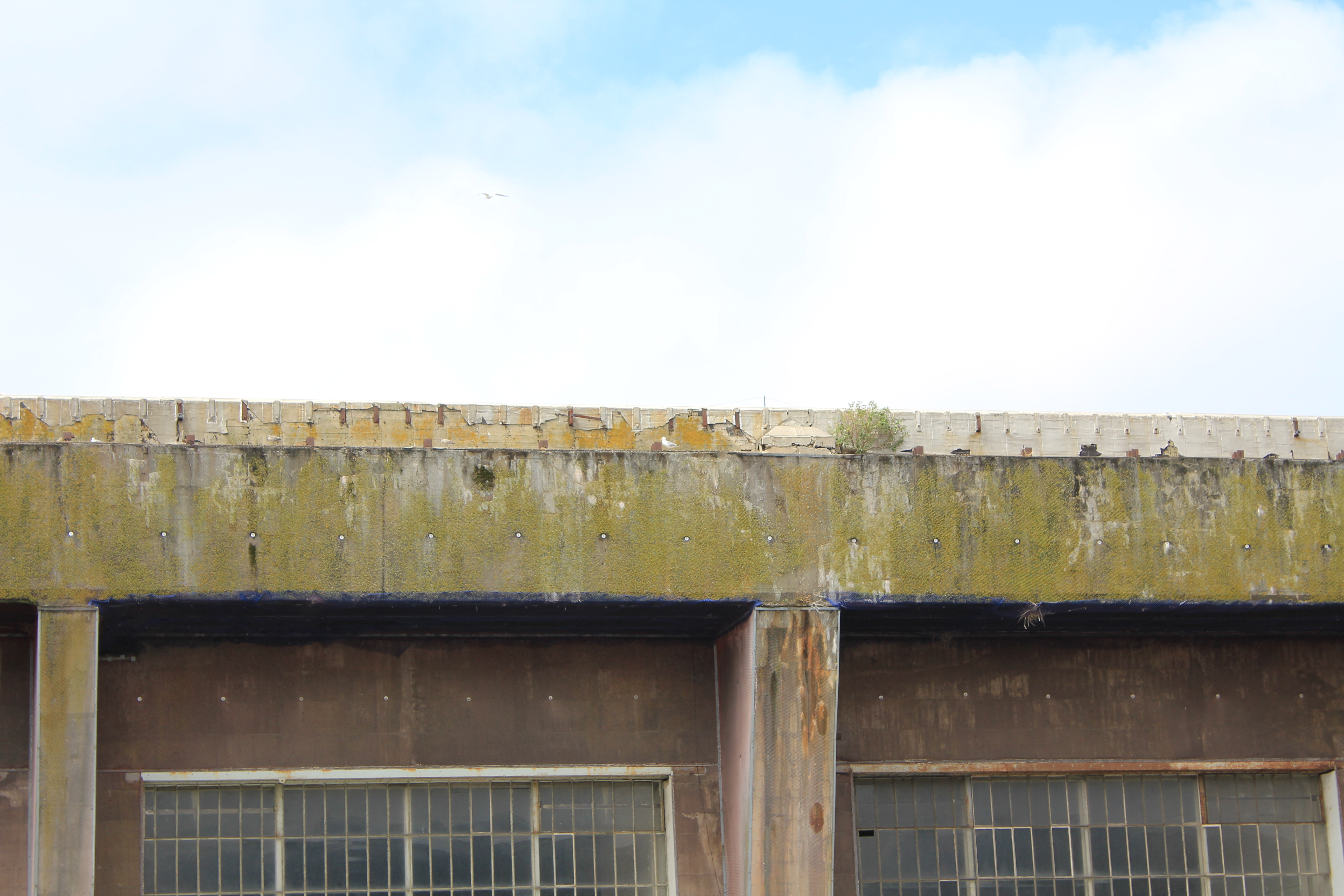
Toit simple de 3 m.
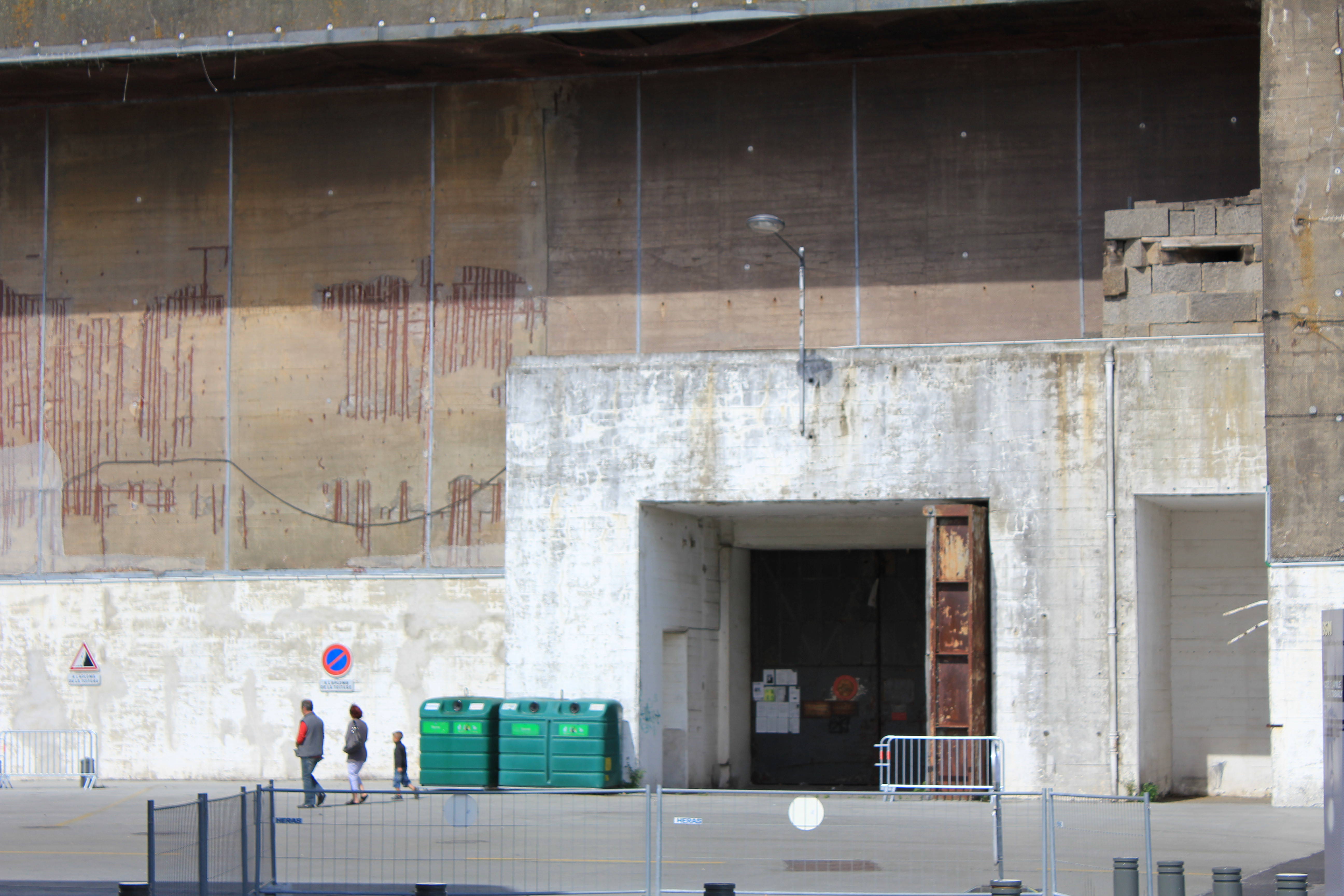
Porte latérale permettant l'accès des équipements dans les alvéoles.

### Keroman III
Keroman III mesure 138 m de long pour 170 m de large et compte sept alvéoles : deux d'une longueur de 95 m, trois d'une longueur de 98,5 m, et deux d'une longueur de 84 m. Commencé en octobre 1941, le nouveau bunker est achevé en janvier 1943. Son toit a initialement une épaisseur de 3,80 m avant d'être épaissi de 2 m en juillet 1943. Il est le seul des trois bunkers à avoir un toit équipé d'une structure de type « Fangrost » destinée à faire exploser les bombes avant qu'elles n'atteignent la dalle de couverture, portant l'épaisseur totale à près de 9,4 m. Le bunker est agrandi à partir de la mi-1943 par la construction, sur sa partie gauche, d'un espace de stockage de 20,73 m de large pour 153 m de long et sur sa partie arrière par un espace de 14 m de large pour 163 m de long. Trois bunkers de défense sont ajoutés au rez-de-chaussée, ainsi que trois emplacements servant à accueillir des pièces de DCA sur son toit. En 1944, pour lutter contre les attaques aériennes et le lancement de torpilles, le croiseur Strasbourg (anciennement SMS Regensburg) et le chaland Crapaud, sont positionnés devant les entrées des alvéoles. Ils sont alors équipé de mâts soutenant des filets ainsi que de ballons de barrage. Ils sont sabordés à ce même emplacement par la Kriegsmarine peu avant la libération de la ville en 1945.
Keroman III, qui abrite jusqu'à 13 U-Boote (places numérotées de K13 à K24), est le seul des trois bunkers à bénéficier de bassins à flot. Toutes les places sont initialement équipées de grues de 5 t pour les opérations d'entretien ; les places K23 et K24 sont de plus pourvues de grues de 30 t pour les opérations de démontage des moteurs Diesel.

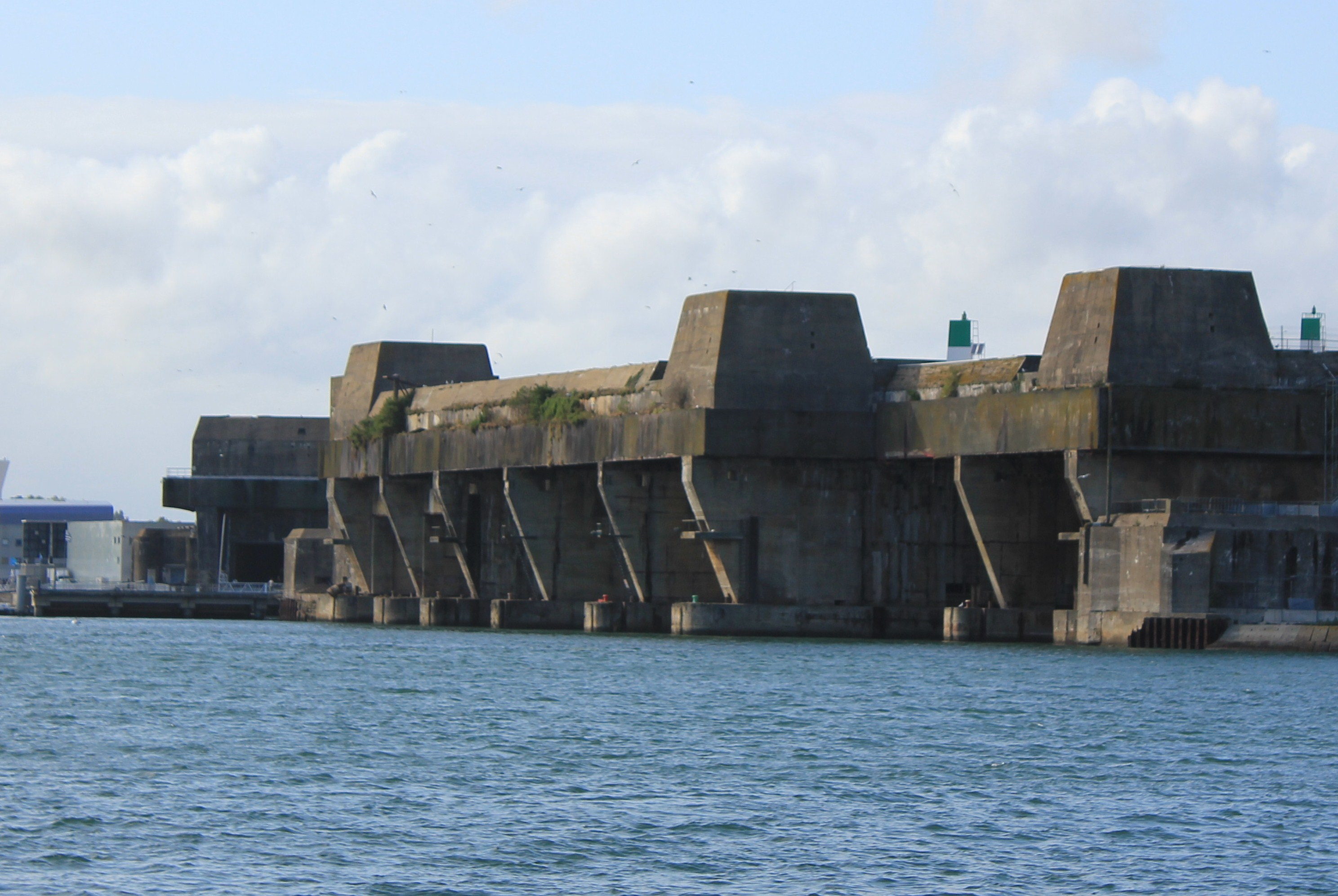
Entrées des alvéoles de Keroman III, vues depuis la rade.
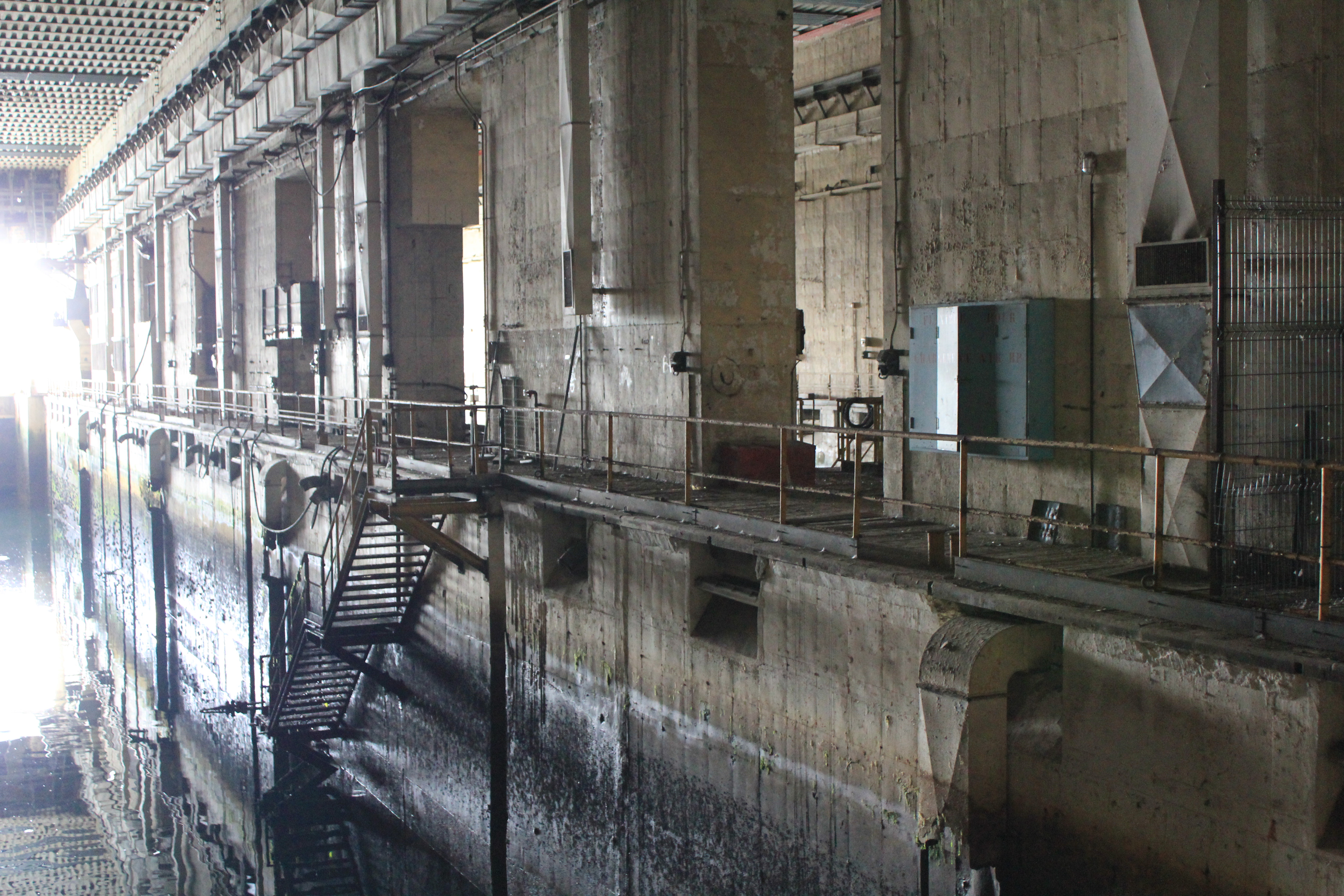
Intérieur des alvéoles de Keroman III.
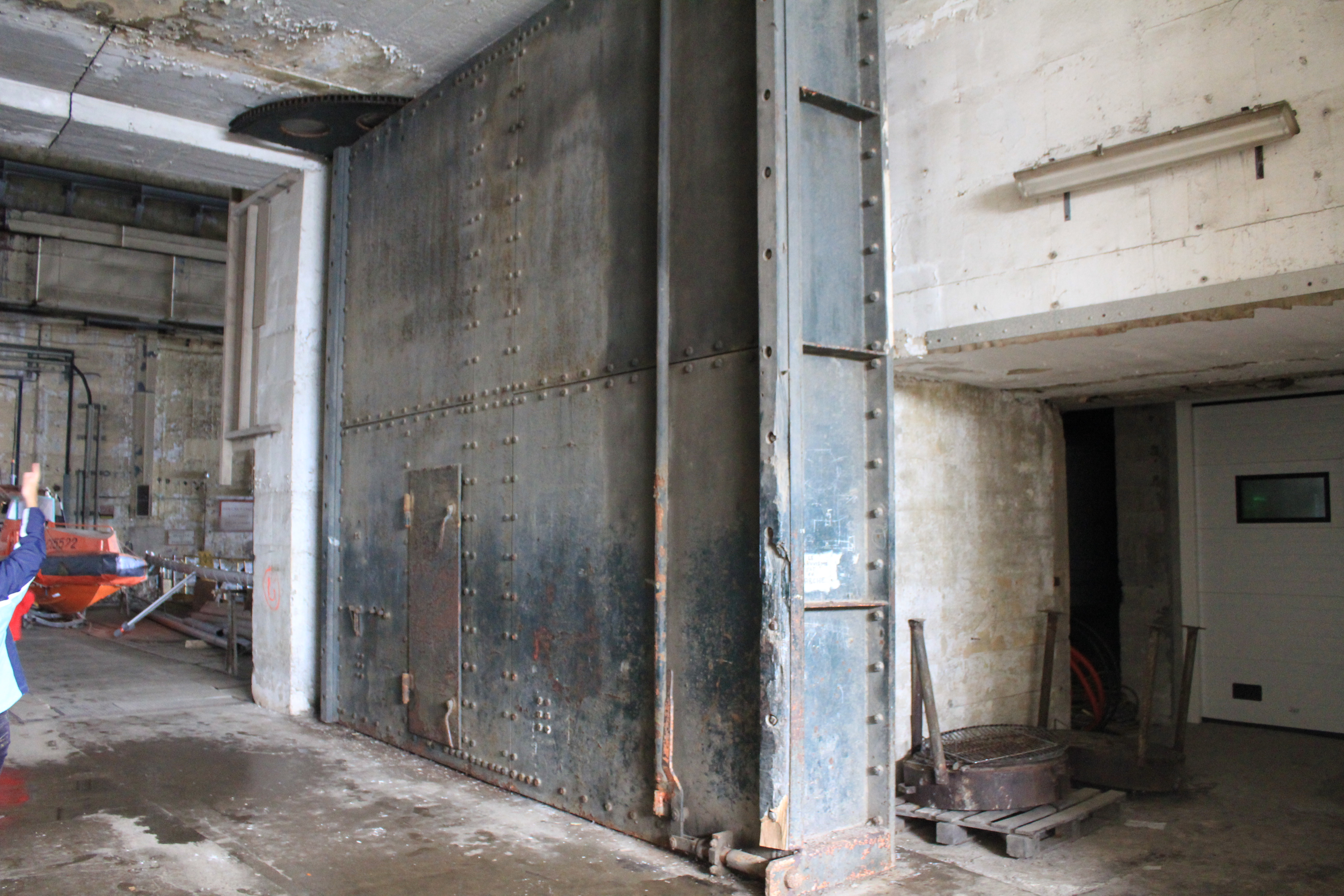
Porte d'accès blindée.
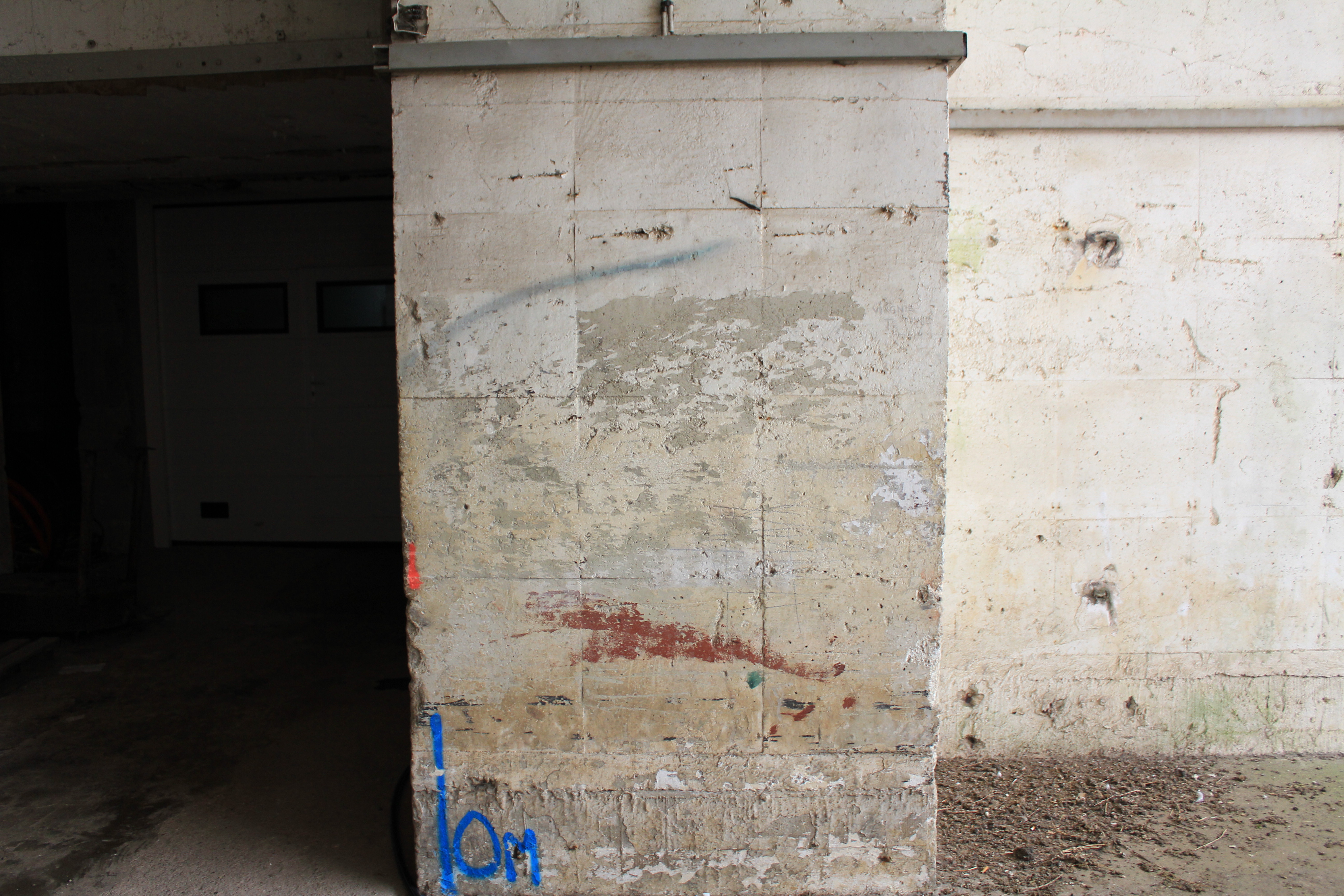
Traces laissées sur le béton par des coffrages en aciers.
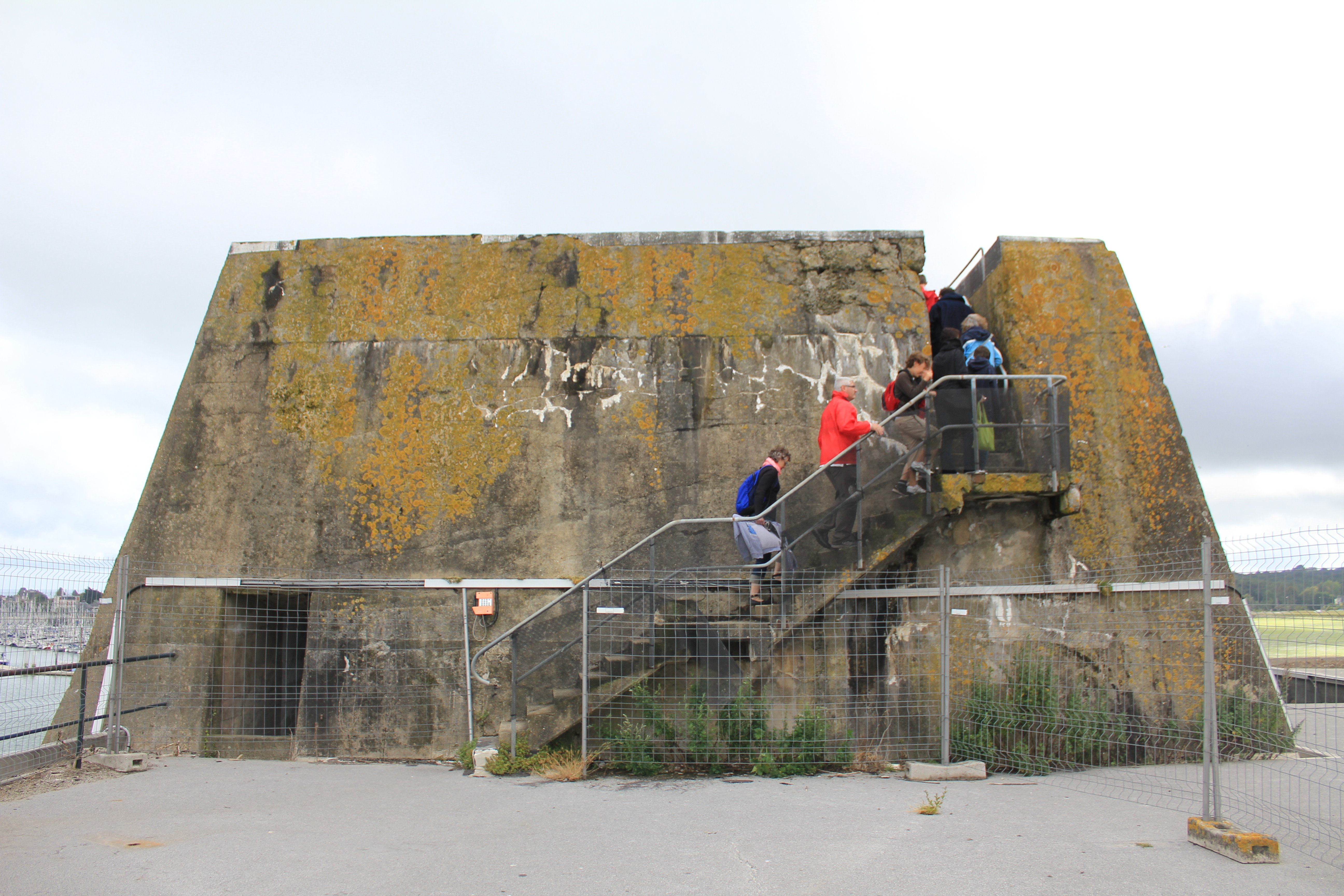
Emplacement de DCA.
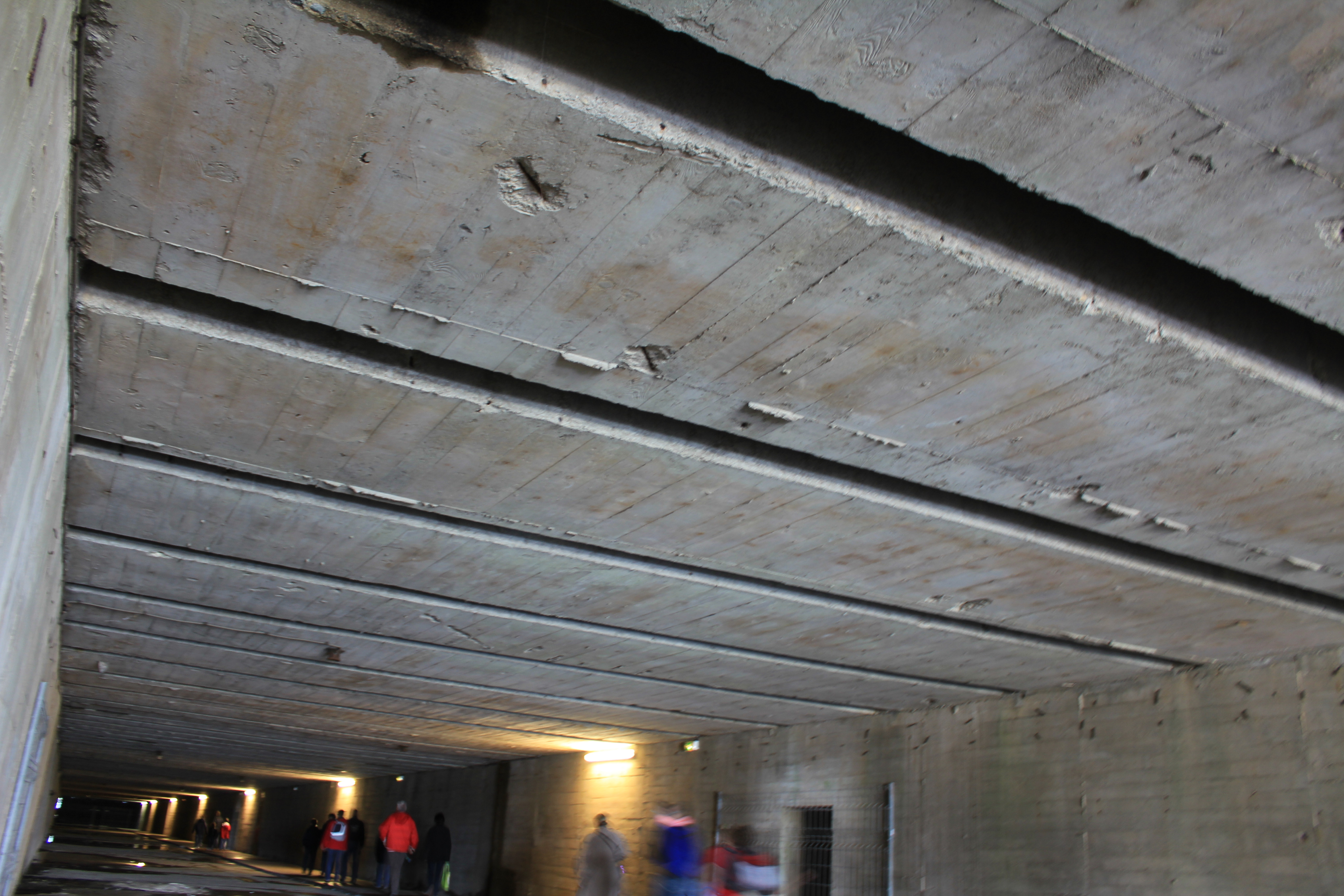
Chambres d'éclatement de type « Fangrost », sur le toit.
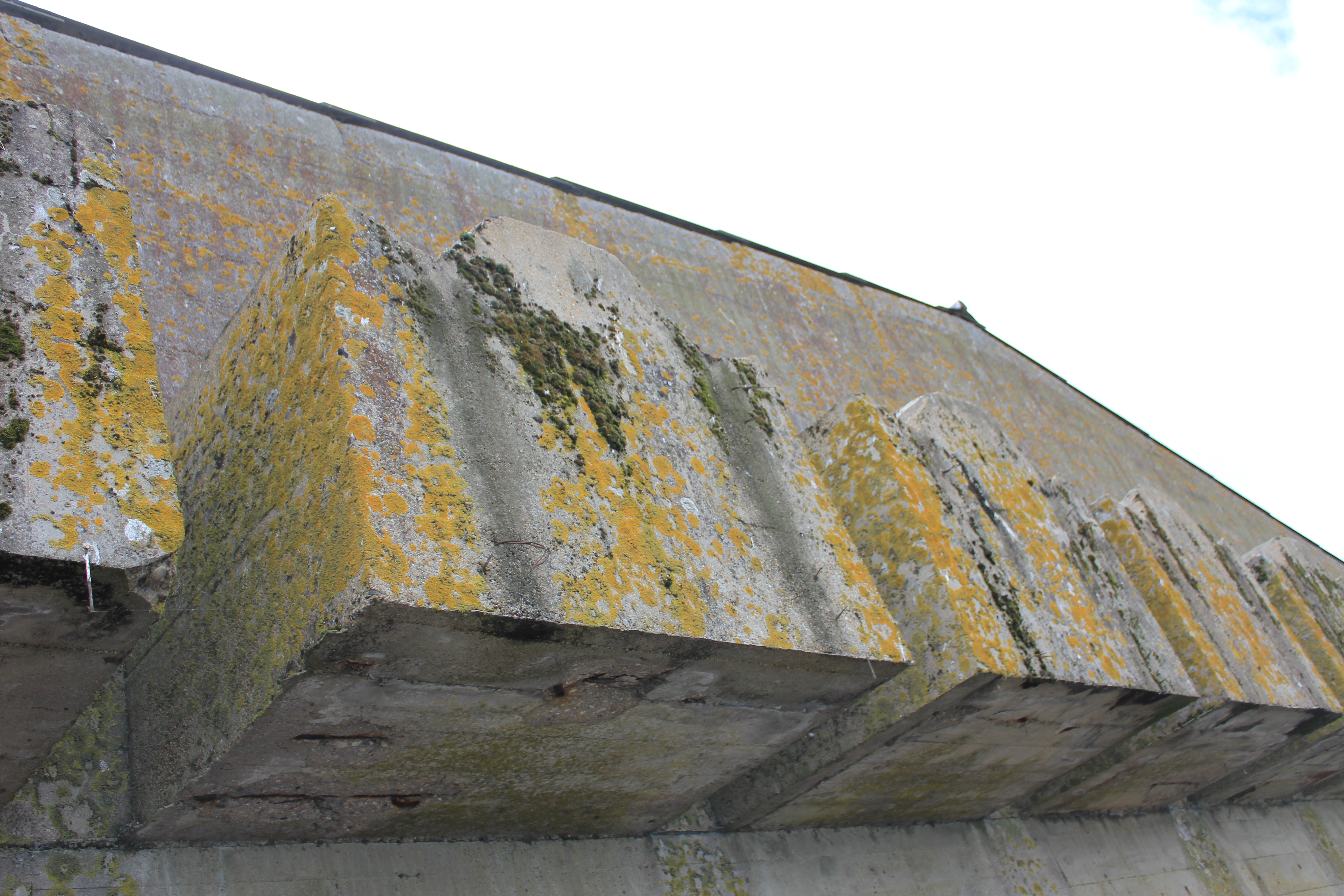
Bossages des poutres en béton armé surmontant les chambres d'éclatement.
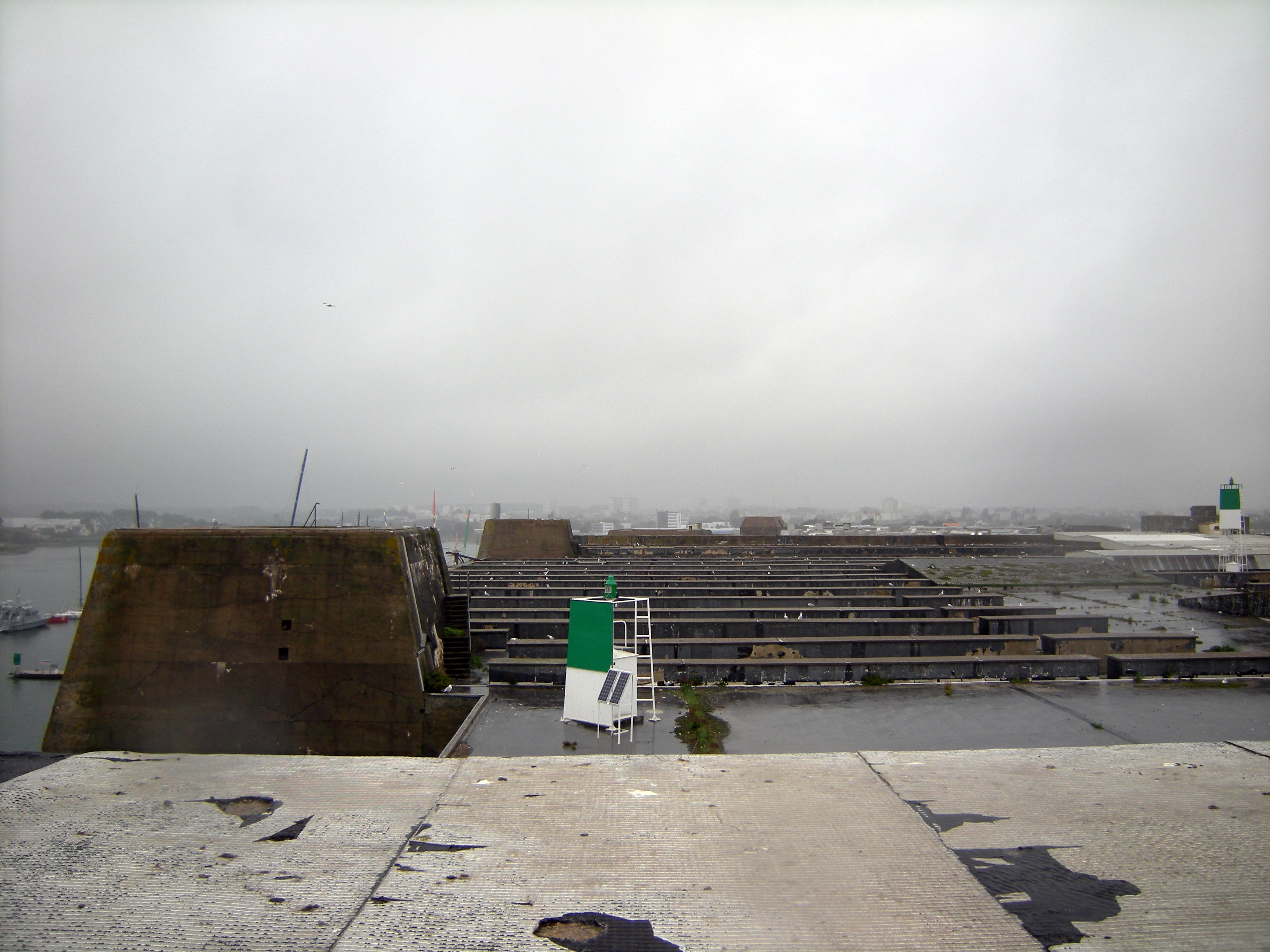
Toit, au-dessus des chambres d'éclatement "Fangrost".
Plan de Keroman III.
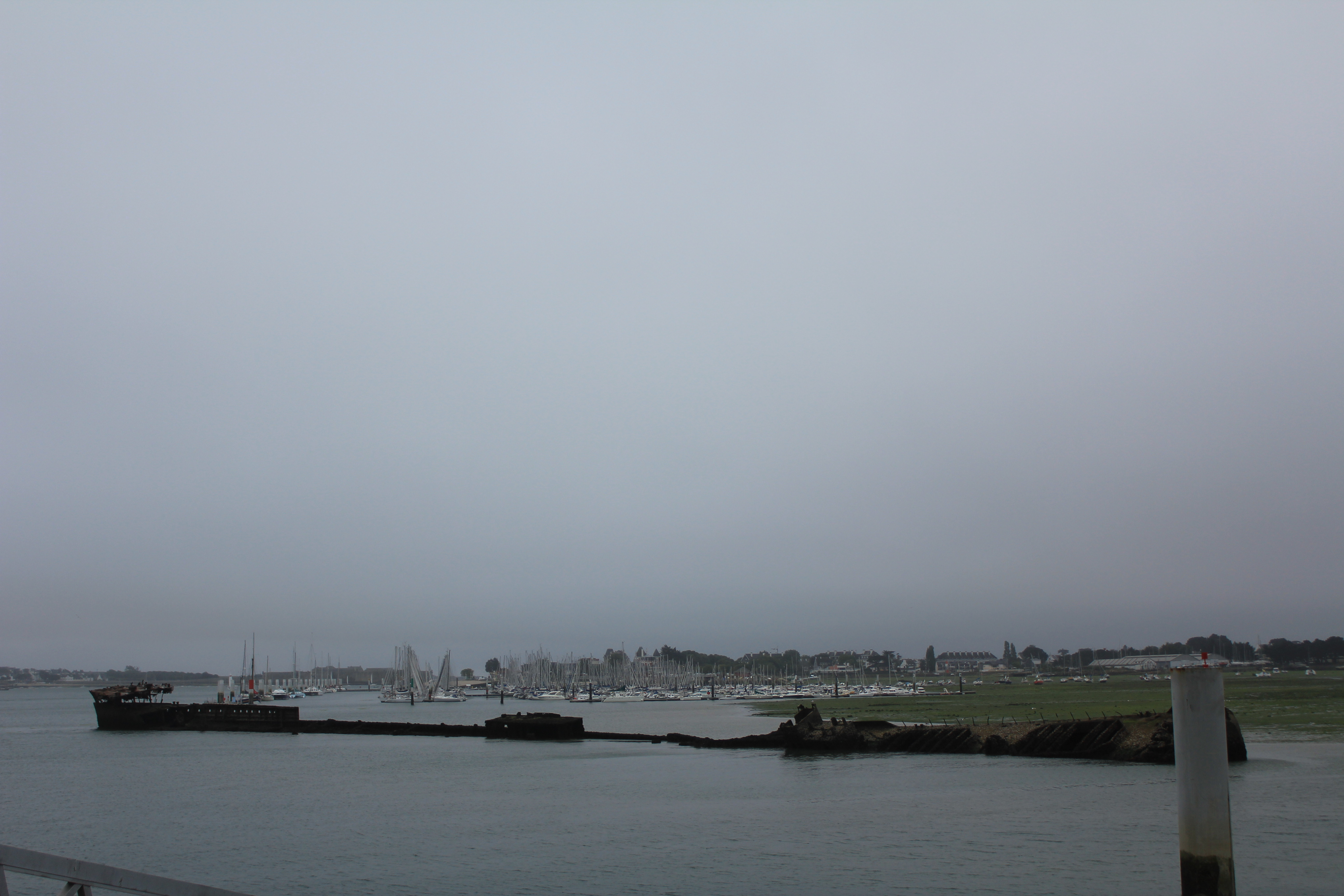
Le Strasbourg et le Crapaud devant Keroman III.

### Keroman IV
Un autre grand bunker, Keroman IV, divisé en Keroman IVa et Keroman IVb, planifié dès 1943, situé au nord-est de Keroman I, devait être accessible depuis le port de pêche par une plate-forme élévatrice et fournir de l'espace pour 24 sous-marins modernes de type XXI. Il n'a été que commencé (Keroman IV a), un bâtiment supplémentaire (IV b) n'étant prévu que partiellement[pas clair]. Il devait également servir de caserne protégée et de gare pour les trains de marchandises. Tous les travaux ont été arrêtés en avril 1944 en raison des bombardements répétés et du manque de main d'oeuvre, la priorité de l'Organisation Todt étant le renforcement des défenses du mur de l'Atlantique.
Selon le projet, Keroman IVa aurait eu quatre alvéoles à sec (chaque alvéole pouvant accueillir trois U-Boote de type XXI), une alvéole en eau et un espace de protection pour une cale. Les dimensions prévues étaient 160 mètres de long et 130 mètres de large. Les alvéoles auraient eu 23 mètres de large. Un toit équipé de chambres d'éclatement de type « Fangrost » de sept mètres d'épaisseur aurait recouvert l'ensemble.

Keroman IVb aurait eu comme dimensions 95 mètres de long et 150 mètres de large et trois alvéoles pouvant accueillir trois Type XXI.
De plus, six bunkers de 40 × 23 m destinés au stockage des torpilles ont été construits autour des bunkers des sous-marins.

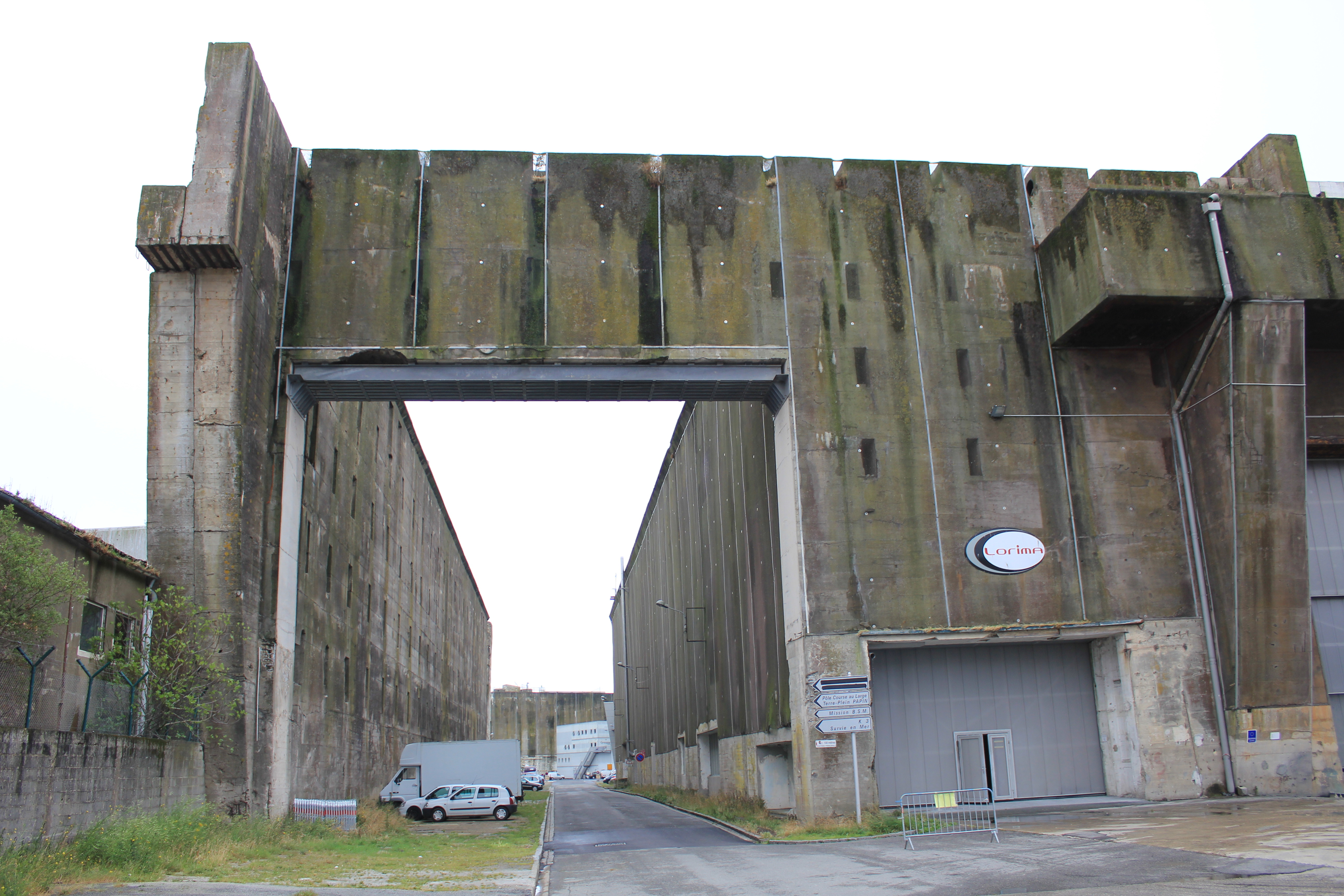
Le mur de Keroman IV séparant de Kéroman I.
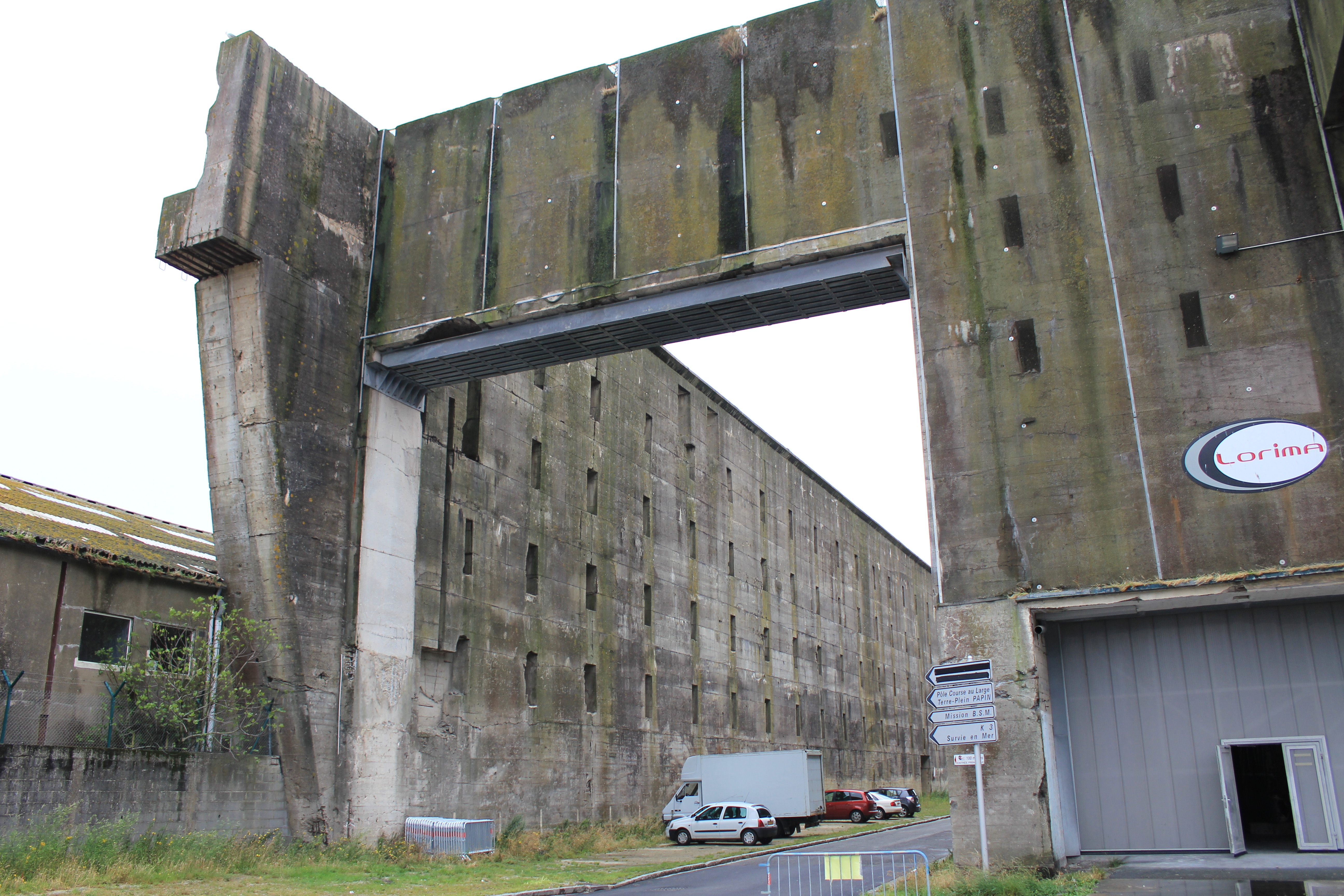
Le mur de Keroman IV.
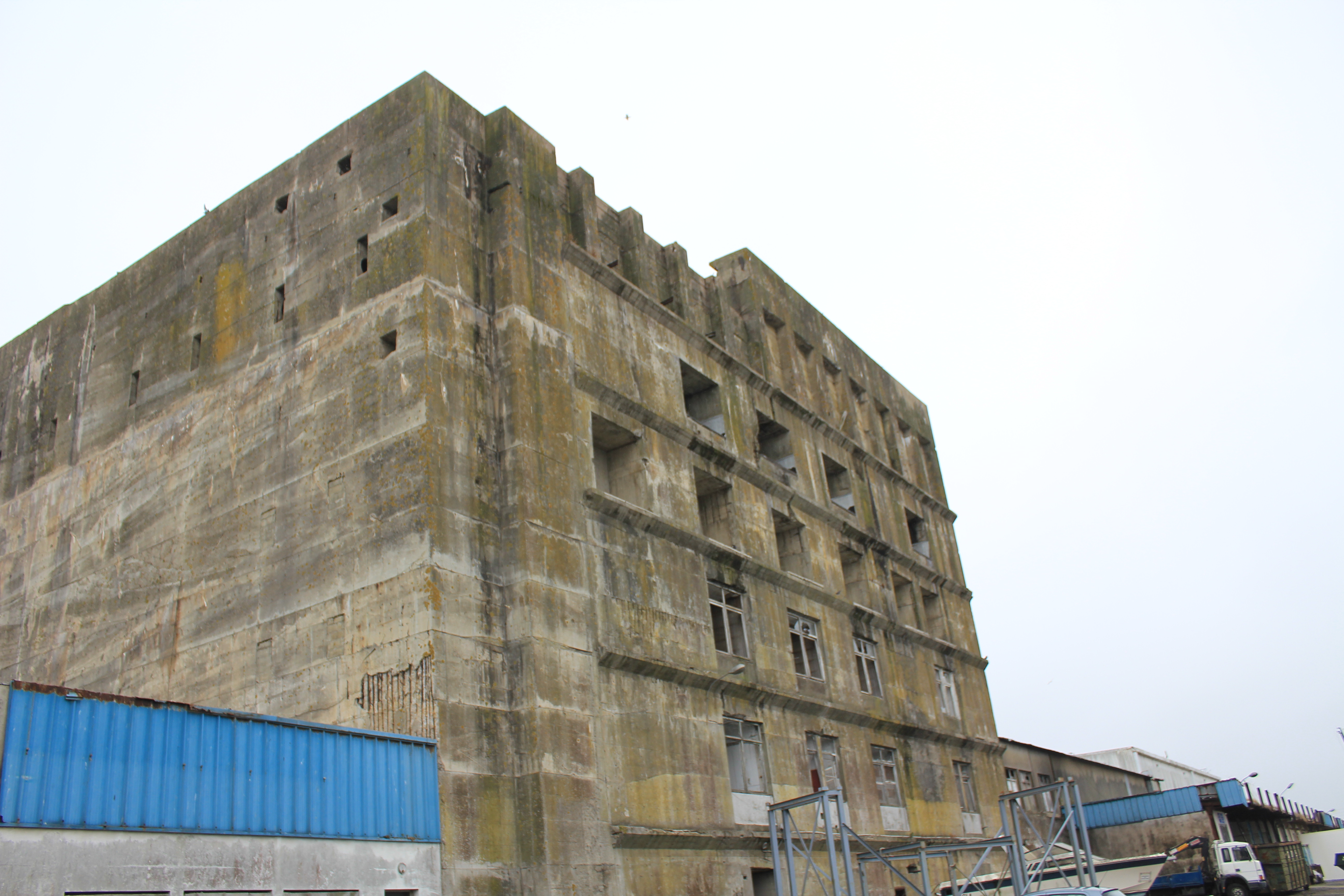
Le mur de Keroman IV.
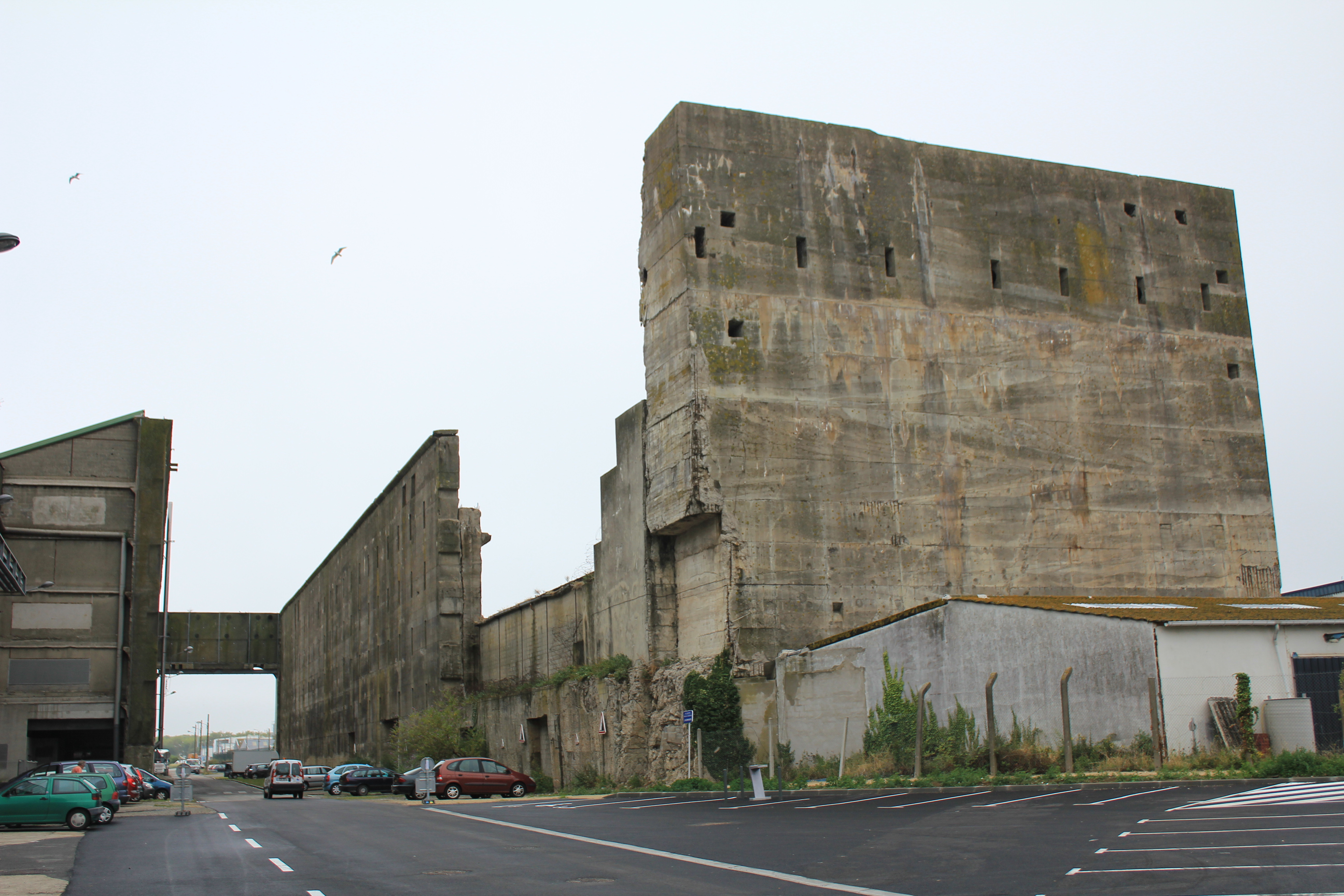
Le mur de Keroman IV.

## Sources